# زن در اسلام
زنان در اسلام از جنبه‌های مختلف سیاسی، حقوقی، اجتماعی و درون دینی (اعتقادی، تاریخی و فقهی) مورد توجه منابع قرار گرفته‌اند. قرآن به عنوان کتاب مقدس مسلمانان، در موضوع زنان و احکام آن‌ها، سخنان بسیاری دارد. بر همین اساس یکی از سوره‌های قرآن دربارهٔ زنان است که به سوره نساء شهرت دارد. سوره مریم نیز دیگر سوره قرآن است که به نام یک زن نام‌گذاری شده است. در قرآن فقط از یک زن (مریم) نام برده شده است. به‌طور کلی قرآن در ۱۹۶ آیه مستقیماً دربارهٔ زنان سخن گفته است. در متن قرآن، آفرینش نخستین زن (حوا) مشابه و همزمان با آفرینش نخستین مرد (آدم) توصیف شده است. دیدگاه قرآن و اسلام نسبت به زنان همواره محل انتقادهای فراوانی بوده است.
سهمُ الاِرث زنان در اسلام نصف مردان است و تفاوت‌هایی در احکام و حقوق اسلامی بین زنان و مردان وضع شده است. از این میان می‌توان به تفاوت در میزان دیه، نفقه، مهریه حق تعدد زوجات، قیومیت، حضانت، طلاق، حجاب، شهادت، قضاوت و جهاد اشاره کرد. حجاب یکی از اصطلاحات اسلامی است که به پوشش زنان از منظر شرع مربوط است.
اسلام به عنوان یک دین، ازدواج را امری مهم تلقی می‌کند و به آن توصیه کرده است. در قوانین اسلامی، طلاق منفور است و موجب ناراحتی خدا توصیف شده است. ازدواج در اسلام با شرط عقل، بلوغ و اختیار صورت می‌گیرد. البته در صورت باکره بودن زن (و در صورت زنده بودن پدر یا پدر بزرگ) اذن پدر هم شرط است. (اجازه پدر تنها برای زن شرط است) پس از ازدواج، بار مالی خانواده بر عهده مرد است. در امر ازدواج، از مرد توقع می‌رود تا مالی را به عنوان هدیه که از آن در اصطلاح اسلامی به عنوان مهریه یاد می‌شود، به زن بپردازد. این مال متعلق به شخص زن است و والدین او جز هنگام مرگش حق تصرف در آن را ندارند. پس از ازدواج نیز زن همچنان استقلال مالی قبل از ازدواج خود را داراست و می‌تواند فعالیت‌های اجتماعی، سیاسی یا اقتصادی خود را بعد از ازدواج با قید شرایطی انجام دهد. همین‌طور در زندگی زناشویی زنان، به اهمیت جایگاه مادرانه تأکید شده است. حق اولاد دار شدن در زندگی مشترک با زن است و مرد در صورت تخطی از خواسته همسر در مورد بچه‌دار شدن، ملزم به پرداخت دیه نطفه می‌شود. حق حضانت و قیومیت در زندگی، به مردان محول شده است. همین‌طور حق طلاق نیز از حقوق مردان است و زنان در مواردی می‌توانند درخواست طلاق خود را به دادگاه‌ها و محاکم شرعی ارائه کنند.
بر اساس آموزه‌های اسلام، تفکیک جنسیتی لازم‌الاجرا است و روابط محرم و نامحرمی در بین زنان و مردان می‌بایست اجرا شود. هرگونه رابطه جنسی خارج از روابط زناشویی در اسلام ممنوع است و علاوه بر گناه تلقی شدن، دارای مجازات حد و تعزیر نیز می‌باشد. با این وجود، اسلام فعالیت‌های اجتماعی، سیاسی و اقتصادی زنان را منعی نکرده است. در برخی روایات و آیات، به‌طور عمومی از زنان و مردان خواسته شده است، در طلب علم کوشا باشند و منعی از تحصیل بانوان نیز وجود ندارد. تاریخ اسلامی گواه آن است که زنان بسیاری در رشته‌های مختلف کلام، فقه، حدیث و تفسیر فعالیت علمی داشته‌اند. بر اساس موازین اسلامی، بین زنان و مردان در برخی جرایم کیفری نیز تفاوت‌هایی وجود دارد؛ بر این اساس زنان در احکامی چون ارتداد و همجنسگرایی احکام جزایی و کیفری کمتری نسبت به مردان در همان گناه را متحمل می‌شوند. از دیگر احکامی که زنان در آن احکام متفاوتی نسبت به مردان دارند، مسئله مشارکت‌های نظامی است؛ با وجود آن‌که زنان از جهاد ابتدایی معاف شده‌اند، اما تاریخ گواه آن است که فعالیت‌های نظامی بسیاری از جانب زنان مسلمان صورت گرفته است.
در دوران اخیر، جنبش‌های سیاسی و اجتماعی بسیاری از جانب زنان مسلمان شکل گرفته است؛ فمینیسم اسلامی از جمله این جریان‌هاست که سعی در ایجاد برابری جنسیتی در اسلام دارند. در این میان، فمینیسم اسلامی سعی می‌کند تا با تفسیری جدید از قرآن، این دیدگاه را کاملاً اسلامی بیان کند؛ که در ارتباط با این دیدگاه افرادی موافق و مخالف را گرد خود جمع کرده است. فمینیسم اسلامی از زمان پیدایش خود برای اثبات ادعاهایشان، از منابع اسلامی استفاده می‌کردند. یکی از جنبه‌های ابتکاری این جریان، ارجاع دادن زنان مسلمان (که عموماً آموزش دینی به صورت رسمی ندیده بودند) به متن قرآن و نه تفاسیر نگاشته شده توسط مردان با روحیه مردسالاری سوق می‌داد.

## پیش‌درآمد

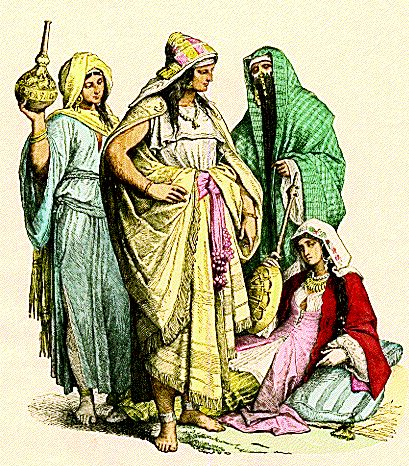
یک نقاشی از پوشش زنان عرب در قرن ششم میلادی (صدر اسلام)

#### موقعیت زنان پیش از اسلام
بر اساس گزارش منابعی چون ماوردی در الحاوی الکبیر، زنان در عصر جاهلیت عربستان، از اولین حقوق انسانی محروم بودند. از عقیده‌های مشترک میان اعراب پیش از اسلام و انجیل و تورات، اعتقاد به وابستگی و طفیلی بودن زن در کنار وجود مرد است که بر اساس آن زن در خلقت یک فرع به حساب می‌آمد. زنان از این رو در احقاق حقوق خود مورد تضعیف قرار می‌گرفتند. عدم حق انتخاب در ازدواج، محرومیت از ارث و کالا قلمداد کردن زنان از نمونه‌های عدم اهتمام به جنس زن در این دوره بوده است. عرب جاهلی زن را مظهر مکر و نیرنگ می‌دانست و عقیده داشت همچون شیطان در پی فریب دادن مردان است و همواره او را به مار تشبیه می‌کرد. بر اساس ضرب‌المثلی در میان اعراب جاهلی، زن در کنار خانه و مرکب از شوم‌ها توصیف می‌شد. در این عصر، زنان فاقد عقل و رای به‌شمار می‌رفتند.
قرآن با انتقاد به اعراب جاهلی، گزارش می‌کند که با اطلاع از صاحب فرزند دختر شدن، از شدت ناراحتی چهره آنان سیاه می‌شد. زنان تا پیش از ظهور اسلام در میان قبایل عرب خود در عربستان، با سنت زنده به گور کردن دختران — به عربی: واد بنات — مواجه بودند. بر اساس گزارش‌های قرآنی که از منابع گزارشگر این رویداد در عصر جاهلیت بوده است، مردان عرب برای رهایی از عار دختردار شدن، دختران‌شان را به قتل می‌رساندند. علاوه بر مشکلات مالی انگیزه‌های اعتقادی نیز در این تصمیم بی تأثیر نبود. پیش از این نیز در رسوم یونانیان و مصریان، از کشتن فرزندان برای تقرب به بت‌ها یاد شده بود. در اینکه سنت زنده به گور کردن دختران، در میان تمام اعراب شایع بوده است یا تنها به قبایل معدودی از آنها منتسب بوده است، اختلاف‌هایی وجود دارد. با این وجود بیشتر منابع تحلیلی و تاریخی، این رسم را به چند قبیله از اعراب جاهلی منتسب دانسته‌اند. آن‌طور که از گزارش‌های اسلامی به دست می‌آید، این رسم تنها توسط مردان صورت نمی‌گرفت و زنان نیز در آن شریک بوده‌اند.
و با وجود گزارش‌هایی فراوان از نقض حقوق زنان در عربستان جاهلی، گزارش‌هایی معدود از احترام به زنان و محبت نسبت به آنها وجود دارد که بیشتر مربوط به زندگی اشراف اعراب بوده است. همچنین راه زنان برای دست یافتن به مزایای اجتماعی در این عصر هرگز بسته نبوده است. به گواه گزارش‌های تاریخی، زنانی در عصر جاهلیت به فعالیت‌های اقتصادی مشغول بودند. ام منذر بنت قیس که به شغل خرما فروشی و اسما بنت مخرمه که به شغل تجارت مشغول بودند از این میان هستند. همچنین به جهت قبیله‌ای بودن زندگی در عربستان پیش از اسلام، امکان تفکیک جنسیتی در میان زنان وجود نداشت و زنان به جهت عفت و پاکدامنی خود در قبایل مورد ستایش قرار می‌گرفتند. حضور زنان در جنگ‌های پیش از اسلام که بیشتر به عنوان عاملی انگیزشی برای تهیج مردان به جنگ صورت می‌گرفت، از دیگر فعالیت‌های اجتماعی زنان در آن عصر بود.

#### مفاهیم اسلامی مرتبط به زنان پیش از اسلام
از مسائل مربوط به زنان و مورد توجه در ادیان پیش از اسلام، مسئله حجاب و پوشش زنان بوده است. در این میان، مسیحیان و یهودیان به پوشیده بودن موی زنان اهمیت می‌دادند و آن را از نشانه‌های عفت زنان برمی‌شمردند. در میان مسائل مهم مربوط به زنان، مسئله طلاق و مطالب پیرامون آن از جمله مسائل دارای تفاوت آشکار بین عصر اسلام و جاهلیت است. طلاق در عصر جاهلیت، به معنای کوتاه آمدن مرد از انجام تعهداتش در مقابل همسر تلقی می‌شد و زوج می‌توانست بدون هیچ محدودیت و با کوچک‌ترین دلایل، همسر خود را طلاق دهد. سنت طلاق در جاهلیت به صورت بی حد و حصر و اهانت آمیز صورت می‌گرفت. در سنت جاهلی، طلاق از اختیارات مرد بود و او می‌توانست در هر لحظه و با هر شرایطی، زن را طلاق دهد. پس از طلاق نیز زن حق ازدواج با مرد دیگری نداشت و در پاره‌ای از موارد، مرد با دریافت مالی، اجازه ازدواج همسر سابقش با مرد دیگری را می‌داد. در طلاق جاهلیت، مرد برای آزار زن می‌توانست دائم در طلاق و رجوع باشد و به هر تعداد بار که بخواهد، زن را طلاق دهد و به او رجوع کند. طلاق در جاهلیت با الفاظ صورت نمی‌گرفت و به شیوه ورود مرد به خیمه مشخص می‌شد. با این وجود از ممنوعیت رجوع بعد از سومین طلاق در اشعار جاهلی گزارشی وجود دارد. مسئله عده نیز از مسائلی است که پیش از اسلام برای اطمینان از عدم بارداری زن صورت می‌گرفت اما برای عده زمان مشخصی وضع نشده بود و برخی زنان مجبور بودند تا یک سال برای اتمام عده صبر کنند درحالی که برخی زنان بلافاصله بعد از طلاق یا مرگ شوهر، ازدواج می‌کردند. زنان همچنین در امر ازدواج نیر آزادی کافی نداشتند و بسته به نیاز قبیله و تشخیص رئیس هر قبیله، ازدواج‌هایی در راستای ارتباط با سایر قبایل صورت می‌گرفت. با این وجود گزارش‌هایی نیز از اهمیت نظر زنان در امر ازدواج در عصر جاهلیت گزارش شده است.

#### حقوق زنان
حقوق زنان مبحثی مهم و با گستره‌ای وسیع است که حقوق خصوصی و عمومی زنان را شامل می‌شود. این مقوله در همه جوامع و در دوران‌های مختلف و زمان‌های متفاوت، ویژگی‌های فرهنگی و نوع مناسبات اجتماعی آن عصر، متفاوت بوده است. بررسی‌ها پیشینه حقوق زنان در ادوار تاریخی نشان‌دهنده تسلط پایدار مردسالاری بر آن است. از این میان، می‌توان به جواز تعدد نامحدود زوجات، سلب حق انتخاب شوهر از دختران، به ارث برده شدن زنان بیوه از جانب نزدیکان همسرش، عدم مالکیت بر اموال خود، محروم از ارث بودن، سهولت قوانین کیفری در مورد جنایات وارد شده بر زنان و رواج خشونت علیه زنان اشاره کرد که در دوره‌های عرب جاهلی و اروپای قرون وسطی علیه زنان رواج داشته‌اند. با این وجود گزارش‌هایی از برخی آزادی‌های سیاسی و اجتماعی در این اعصار، وجود دارد که از این میان می‌توان به قرارگرفتن در مناصب حکومتی اشاره داشت. بنابر گزارش ویل دورانت، زنان در شریعت یهود، وضعیت حقوقی مطلوبی نداشتند و شوهران می‌توانستند در مواردی، بدون پرداخت مهریه، زنان خویش را طلاق دهند یا نیمی از درآمد زنان، به شوهرانشان تعلق داشت. با این وجود زنان در این دوران، در جامعه مؤثر بودند و نقشی فعال داشتند. با ظهور مسیحیت، زنان نسبت به قبل، وضعیت اجتماعی بهتری یافتند و در رواج مسیحیت، نقش مؤثری ایفا کردند. بر اساس تعالیم مسیحیت، زن و مرد هیچ تفاوتی با هم نداشتند. در کتب مقدس مسیحیت نیز به مسائل مربوط به زنان از قول عیسی، سفارش‌هایی وجود دارد. با این وجود منابع از دیدگاه‌های ناعادلانه برخی از پدران کلیسا نسبت به زنان گزارش کرده‌اند.
در موضوع تساوی زنان و مردان در حقوق، بسیاری از اندیشمندان اجتماعی، اصل وجود تفاوت‌های طبیعی اعم از زیست‌شناسی و روان‌شناختی بین زن و مرد را پذیرفته‌اند اما در مقابل، صاحب نظران فمینیسم بر این باورند که تفاوت‌های میان زن و مرد، جز برخی تفاوت‌های آشکار در بدن، همگی از عوامل اجتماعی و محیطی ریشه گرفته است. گروهی دیگر از آنان، با پذیرش تفاوت‌ها، به تأثیر آنها بر تفاوت‌های حقوقی معترضند. در مغرب‌زمین و تا پیش از قرون جدید و به صورت ویژه در قرون وسطی، درجه دو بودن زنان، دیدگاه غالب و مقبول در میان دانشمندان غربی بود. در این خصوص موضوعاتی چون «انسان بودن زن» یا «نسخه ناقص بودن زن از نسخه کامل مرد» از نظریات آن عصر گزارش شده است. کمی بعد و در دوره رنسانس، رواج مباحثی چون خردگرایی، انسان‌مداری و برابری، زمینه‌ساز شکل‌گیری بحث حقوق زنان در بین اندیشمندان غربی شد.
به‌طور کلی، منابع اسلامی، حقوق زن را پس از ظهور اسلام، امری تضمین شده دانسته‌اند. پذیرش این ادعا از جانب غربی‌ها و به ویژه فمینیست‌ها دشوار توصیف شده است. اندیشمندان مسلمان، با مقایسه بین زنان قبل از اسلام و زنان بعد از اسلام، از پیشرفت حقوق زنان نسبت به قبل گزارش‌هایی را داده‌اند و تأکید می‌کنند که همچنان زنان بسیاری از این حقوق تضمین‌شده از جانب اسلام، محرومند.

## زنان در قرآن

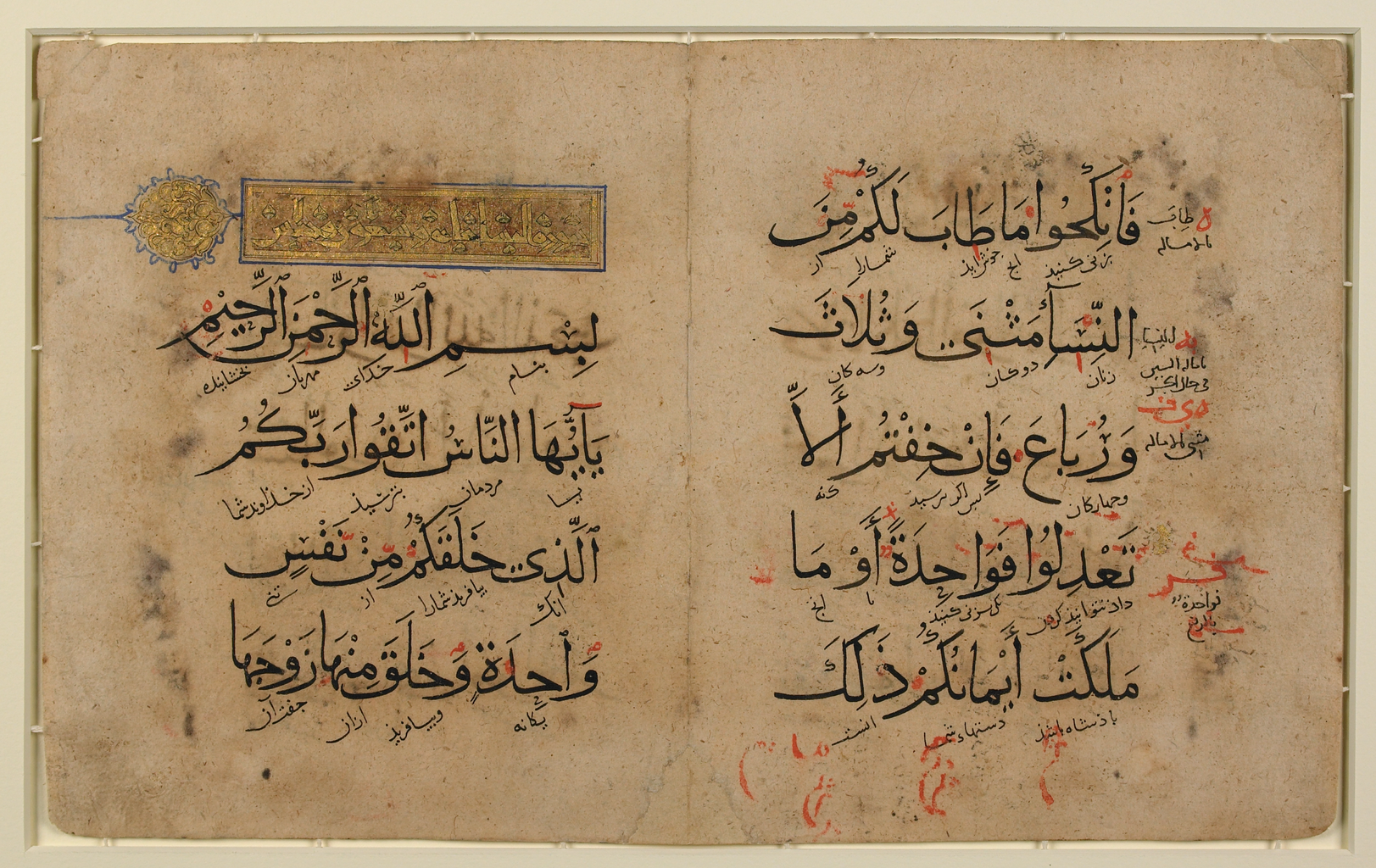
یک صفحه از قرآنی خطی متعلق به دوره ایلخانی (۶۵۴–۷۵۰ ه‍.ق) که آیات ابتدایی سوره نساء را شامل می‌شود.

قرآن در ۱۹۶ آیه مستقیماً دربارهٔ زنان سخن گفته است. این آیات در موضوعات احکام شرعی، آفرینش زنان، زنان بهشتی، زنان اهل کتاب، رابطه زن و مرد، همسرداری، زنان مستضعف، زنان محمد و سایر زنان پیامبران گزارش شده‌اند. آیاتی که به‌طور مستقیم به موضوع زنان می‌پردازند با واژه‌هایی همچون «نساء، اِمرَأة، امّ، مومنات، صالحات، بنات، زوجة، اخت و …» آمده‌اند. از مجموع ۷۴ آیه قرآن که به زنان شایسته و ناشایست پرداخته است، ۶۳ آیه در وصف زنان شایسته و ۱۱ آیه در توصیف زنان ناشایست می‌باشند. یکی از سوره‌های طولانی قرآن به نام نساء نام‌گذاری شده است که مطالب بسیاری را در موضوعات مرتبط با زنان شامل می‌شود. در مجموع قرآن، آیات متعددی با محتوای پندگونه برای نصیحت زنان در خصوص اموری چون ازدواج و روابط نامشروع، احکام ارث و طلاق وجود دارد. سوره دیگری نیز در قرآن به نام مریم نام‌گذاری شده است.

### سیمای زنان در قرآن
در متن قرآن، خلقت اولین زن، همچون و همزمان خلقت اولین مرد توصیف شده است. در نقل ماجرای وسوسه آدم و حوا در قرآن نیز، وسوسه به هر دوی آنان نسبت داده می‌شود و حوا، مسئول وسوسه آدم نبوده و حتی این آدم است که گناه بیشتری را متحمل شده است. با این وجود تفاسیر اولیه قرآن، وسوسه را به حوا نسبت می‌دهند و از توبه او، کمتر سخن می‌گویند. این عملکرد مفسران سبب می‌شود تا عذاب‌هایی چون درد زایمان و قاعدگی که حوا در پی این وسوسه می‌بیند، بیشتر جلوه نماید؛ بنابراین دانشمندان کلاسیک مسلمان، اولین زن را تهدیدی برای شوهرش و به‌طور گسترده برای نوع بشر معرفی کرده‌اند. بر اساس تفاسیر فمینیستی از آیات مربوط به آدم و حوا، مسئله خلقت حوا از دنده آدم به‌طور کلی انکار شده است و آن را محصول روایت و خوانش‌هایی از کتاب مقدس مسیحیان و ترجمه نادرست متن قران دانسته‌اند. در داستان یوسف و همسر عزیز مصر نیز به حیله‌های زنانه و اشتیاق آنها به یوسف، مورد اشاره قرار گرفته است تا جایی که یوسف برای رهایی از این نیرنگ‌ها، زندانی شدن را بر آزادی ترجیح می‌دهد. اما در نهایت این داستان قرآنی، همسر عزیز مصر که نماد زن خطرناک است، به همسر ایدئال تبدیل می‌شود و همسر و مادر فرزندان یوسف می‌شود.
در بیشتر قرآن زنان و مردان با هم برابر تلقی شده‌اند و دارای وظایف دینی مشترکی هستند. قرآن زن و شوهر را لباس، یاور و جفت یکدیگر لقب داده است. همچنین از زنان به عنوان خلق شده برای شوهرانشان یاد شده است. قرآن زن و مرد را در آفرینش از جوهر (نفس) واحدی معرفی کرده و فضیلت به جنسیت یا نژاد را نفی کرده است. در قرآن مشترکاً از مردان و زنان با پسوندهایی چون منافق، مؤمن و بت‌پرست یاد شده است. بر اساس آموزه‌های قرآن، زنان همچون مردان موظف به انجام وظایف شرعی هستند و همچون آنان به بهشت یا جهنم می‌روند. در قرآن، سرنوشت زنان در آخرت، به شوهرانشان مرتبط شده است. آنطور که در قرآن آمده است، زن و مرد از جهت حیثیت انسانی و قابلیت کسب فضایل اخلاقی و پاداش‌های اخروی، برابرند و در پاره‌ای از حقوق، تفاوت‌هایی بین آنها تأسیس شده است. از این میان می‌توان به محول کردن سرپرستی خانواده به مردان، جواز تعدد زوجات نسبت به مردان و به صورت محدود و تفاوت‌هایی در مسائل ارث و شهادت اشاره کرد. طبق مفهومی که از آیه ۱ سوره نساء برداشت می‌شود، نقش مشارکتی زن در تولید نسل، نقشی جوهری و اساسی تلقی شده است. روث رودد در دانشنامه قرآن، گزارش می‌کند که عادت ماهانه زنان در قرآن «ناپاکی» و «بیماری» توصیف شده است. در مقابل منابع اسلامی، دو واژه «اذی» و «محیض» در قرآن را «کراهت» و «ناخوشایندی» دانسته‌اند که یا به محدودیت رابطه جنسی یا ناملایمتی‌هایی چون درد و بی‌حوصلگی در دوران قاعدگی زنان تعلیل خورده است. به عقیده و گواه منابع اسلامی، واژه «ناپاکی» در مقابل «نجاست» و «کثیفی» به‌کار نرفته است و به انقطاع خون حیض اشاره دارد. توصیف زنان به کشتزار در آیه ۲۲۳ سوره بقره، سبب شده است تا رودد، زنان را از منظر قران به کالا بودن تشبیه کند؛ در حالی که منابع اسلامی، چنین توجیه کرده‌اند که زنان از بابت اینکه نیازمند مراقبت هستند، به کشتزار توصیف شده‌اند. روث در مجموع، سیمای نمادین زن در قرآن را موجودی «ضعیف، پرخطا و منفعل» می‌داند.

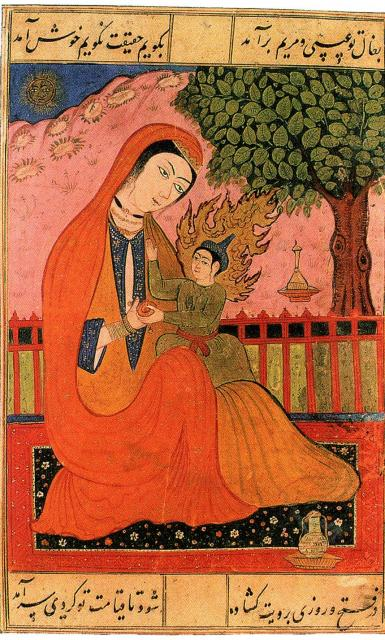
نقاشی مینیاتور از مریم — تنها زنی که نامش در قرآن آمده است — که عیسی را در آغوش گرفته است.

### زنان قرآنی
شخصیت‌های زنی که در قرآن به آنها اشاره شده است، عبارتند از حوا، مادر و نامادری موسی، همسر عزیز مصر، ملکه سبا، مادر عیسی. از زنان ابراهیم، نوح، لوط و موسی نیز در آیاتی به ندرت یاد شده است. از زنان دیگری که در قران مورد اشاره قرار گرفته است همسر ابولهب، مادر مریم، خواهر موسی و همسر زکریا را می‌توان یاد کرد. از این میان بیشترین آیات دربارهٔ مریم بوده است که ۳۶ آیه را شامل می‌شود و کمترین آنها مربوط به همسر فرعون با ۲ بار استفاده در قران است. در آیه‌ای از قرآن نیز از دختران شعیب یاد شده است. مفسران سعی کرده‌اند تا از لابلای آیات قرآن، زنان دیگری که آیات در خصوص آنها نازل شده است را استخراج کنند. از جمله آنها زینب بنت جحش و عایشه — از همسران محمد — را می‌توان یاد کرد که از لابلای آیاتی چون آیه افک به آنها اشاره شده است. از این میان تنها زنی که در قرآن از وی نام برده شده است، مریم است. از همسر آدم، در قرآن نامی به میان نیامده است و در چند آیه به سرگذشت او پرداخته شده است. در داستان آدم و حوا، از زندگی آنها در بهشت یاد شده است. در متن کتاب مقدس مسلمانان، وسوسه صورت گرفته به آدم و حوا — هر دو — منتسب شده است. قرآن در بیان ماجرای یوسف نیز، به داستان وسوسه زن عزیز مصر — که زلیخا نام داشت — برای یوسف اشاره می‌کند. این وسوسه توسط یوسف رد می‌شود و پس از آنکه عزیز مصر از این خیانت مطلع می‌شود، همسرش را شماتت کرده و از مکر او به خودش شکایت می‌کند. داستان تلاش آسیه، همسر فرعون برای نجات موسی از کشته‌شدن توسط شوهرش، از دیگر داستان‌های مورد اشاره قران است که در آن نیکوکاری آسیه مورد تمجید قرار گرفته است. ملکه سبا نیز دیگر داستان مورد اشاره قرآن است. بر اساس آیات قرآنی وی از هم‌عصران سلیمان بود که توسط نامه‌ای از جانب سلیمان، به تسلیم دعوت می‌شود. او نیز طی ماجراهایی معجزه‌گونه، در نهایت به تسلیم سلیمان در می‌آید و یکتاپرست می‌شود. ماجرای مریم نیز به عنوان مادر عیسی که بدون پدر به دنیا آمده است، مورد اشاره قرآن است. در قرآن، مریم به عنوان یک زن باکره توصیف شده است که از تمام زنان جهان، برتر است. همچنین در آموزه‌های قرآنی، این باور که عیسی و مادرش از خدایان هستند، به‌طور صریح رد می‌شود.
غیر از مریم، حضور باقی زنان در قرآن به واسطه رابطه خویشاوندی آن‌ها با مردان است.
علاوه بر این، در قرآن، آیات بسیاری خطاب به امهات مؤمنین — همسران محمد — نازل شده است و آنها را به عنوان الگویی برای مسلمانان قرار داده است؛ با این حال مشمول وظایف سخت‌گیرانه‌تری نیز شده‌اند. از این میان هیچ‌کدام از آنها با نام مشخص نشده‌اند. از همین رو تلاش‌هایی صورت گرفته است تا با توجه به اسباب نزول و داستان‌های گزارش شده برای آیات، پیوند هر آیه با همسر مورد نظر، پیدا شود. دیگر آیه مرتبط با زنان، آیات افک است که دربارهٔ تهمت زدن گروهی از مردم به یکی از زنان مسلمان است. در این آیات، خداوند مردم را به دلیل اتهام وارد کردن و دامن زدن به شایعات، تقبیح می‌کند. اغلب مفسران شیعه و اهل سنت شخص متهم شده را عایشه می‌دانند. همچنین در قرآن از جنس مؤنثی با نام اصطلاحی حوری برای مردان یاد شده است که غالباً باکره توصیف شده‌اند و در بهشت از نعمت‌های اعطاشده به مردان هستند.

### احکام شرعی، حقوقی و اجتماعی
در آیه ۵۳ سوره احزاب، به مسئله حجاب زنان پرداخته شده است و در ذیل آن به مردان دستور داده می‌شود که با همسران پیامبر، از پشت پرده سخن بگویند. در این آیه از همسران پیامبر خواسته شده است تا در برابر دیدگان نامحرم حضور نداشته باشند و تأکید شده است این دستور برای هر دو طرف بهتر است. در آیه ۵۹ سوره احزاب نیز به زنان دستور داده شده است تا خود را با پوششی به نام جلباب، بپوشانند. جلباب، لباسی فراخ توصیف شده است که از سر تا پای زنان را همچون چادر می‌پوشانده و به گزارشی در منابع روایی، نوعی از لباس مردان نیز جلباب نام داشته است. این روایت، معنای لباسی فراخ را برای جلباب، محتمل‌تر می‌کند. آیه ۳۱ سوره نور، دیگر آیه در زمینه حجاب است که پس از نزول آن، حجاب به عنوان حکمی شرعی بر همه زنان مسلمان واجب شد. بر طبق این آیه، زنان مسلمان باید چشمان و دامن خود را از خطا مصون دارند و زینت‌های خود جز آنچه به‌طور طبیعی آشکار است، برای دیگران آشکار نسازند. از دیگر آیاتی که مربوط به احکام زنان است، آیات مربوط به طلاق است. یک سوره از قرآن نیز به نام طلاق است. در موضوع ارث نیز مسائل با جزئیات بیشتری در قرآن منعکس شده‌اند. در قرآن احکامی چون سنگسار، ختنه و همجنسگرایی زنان نیامده است.
بیشتر مطالب در حوزه حقوقی قرآنی که مربوط به جنسیت است، به زنان اشاره دارد. در مسائل اجتماعی زنان که در قرآن منعکس شده است، همواره به صورت دو سویه به تصویر کشیده شده است. در قرآن داستان موسی و هارون گزارش شده است و در آن از هارون با لقب «پسر مادرم» یاد شده است. در آیاتی از قرآن نیز از عیسی با لقب «پسر مریم» یاد شده است. در قرآن از رجحان پسر بر دختر توسط اعراب جاهلی یاد شده است و آن را گناه مشرکان توصیف کرده است. در آیه ۱۲ سوره ممتحنه، به تصریح، مشارکت‌های سیاسی زنان به رسمیت شناخته شده است و محمد به پذیرش بیعت با زنان ترغیب شده است. به عقیده روث رودد، دلیل برخی از احکام شرعی اسلامی همچون منع سفر زنان بیش از سه روز بدون اجازه ولی آنها را، ابهام‌هایی در آیه‌های قرآن است.

## زنان در حدیث و سیره
حدیث‌ها در اسلام بعد از قرآن مهم‌ترین منابع دینی محسوب می‌شوند. در جوامع حدیثی شیعه و سنی تعداد زیادی اخبار فقهی و غیر فقهی دربارهٔ زن آمده است. زنان در سیره عملی و نظری محمد، مورد احترام توصیف شده‌اند و محمد نیز در دفاع از حقوق آنها کوشیده است. بر اساس روایات اسلامی، حقوقی از زنان که مورد توجه قرار گرفته است عبارتند از همتا دانستن زن و مرد، حضور در فعالیت‌های اجتماعی و سیاسی همچون جهاد و هجرت، توجه به ارزش دختران و تشویق به پرورش و حمایت از آنها، بیعت زنان و الگو و شخصیت‌دهی زنان نمونه. از زنان در احادیث اسلامی در موضوع حجاب یاد شده است. در برخی از این احادیث، به موضوع پوشش زنان سالخورده، آغاز وجوب حجاب از سن بلوغ، چگونگی و کیفیت حجاب در برابر مردان یا کودکان نابالغ و همین‌طور در خصوص تفسیر آیات مربوط به حجاب زنان در قرآن پرداخته شده است. امر ازدواج نیز از مسائل مورد توجه در روایات است. در روایاتی از محمد در منابع اسلامی، به اختیار زنان در انتخاب شوهر اشاره شده است. بر این اساس از محمد گزارش شده است که زنی به نام خنسا را به جهت آنکه پدرش او را به اجبار به همسری مردی درآورده بود، از قید ازدواج رها کرد تا با کسی که مورد علاقه دختر بود، ازدواج کند. محمد در رفتار با زنان ملایمت و مهربانانه عمل می‌کرد و به پیروانش نیز این امر را توصیه می‌کرد. او کمال ایمان را در گروی رفتار با زنان توصیف می‌کرد و در خطبه‌هایی که می‌خواند به زنان اشاره می‌کرد و به مهربانی و احترام به آنها توصیه می‌کرد. همچنین محمد به رفتار مهربانانه با خواهران نیز تأکید داشت و در کلامی از او گزارش شده است که هرکس هر کس با خواهرانش خوب و صبورانه رفتار کند، بهشتی خواهد شد.
بر اساس روایت‌هایی در منابع روایی اسلامی، محمد هرگاه خبر از تولد نوزاد دختری می‌شنید، به اصحابش تذکر می‌داد که دختران، همچون گل‌های خوشبویی هستند که روزیشان از جانب خدا تأمین می‌شود. در روایتی دیگر از محمد منقول است که تکریم زنان را کار بزرگ‌منشان دانسته است و اهانت به آنها را کار پست و فرومایگان معرفی کرده است. در روایتی از علی بن ابی‌طالب نیز زن به ریحانه توصیف شده است که توقع امور قهرمانانه از او صحیح نیست. در روایاتی دیگر از محمد، بهترین مردان، بهترین آنها در رفتار با زنانشان معرفی شده است و در روایتی دیگر، صریحاً به همتایی مردان و زنان تصریح شده است. در روایتی از محمد، دختران به عنوان مونس، اهل مدارا و نیکی، با خیر و برکت و اهل پاکیزگی و طراوت توصیف شده‌اند. همچنین روایت‌هایی از محمد در وصف پدرانی که دختران را به درستی تربیت می‌کنند یا صاحب دختر می‌شوند گزارش شده است. در یکی از این روایات، پدری که صاحب سه فرزند دختر باشد، بهشت بر او واجب شده و از صدقه و جهاد معاف خواهد بود. در روایتی دیگر آمده است که محمد می‌گوید: «اگر کسی سه فرزند دختر داشته باشد و آنها را به خوبی تربیت کند و هنز زندگانی بیاموزد، من بین او آتش جهنم خواهم ایستاد.». او همچنین با دختران خود به شفت برخورد می‌کرد. از محمد پس از مرگش تنها یک فرزند باقی ماند که دختری به نام فاطمه بود. محمد در روایتی فاطمه را پاره تن خود معرفی می‌کند و تأکید می‌کند که هر کس به او ظلم کند، گویا به محمد ظلم کرده است.

## زنان در تاریخ اسلام
با ظهور اسلام، زنده به گور کردن دختران که از آداب عرب جاهلی بود، کنار گذاشته شد و این عمل به شدت مورد انتقاد سخت اسلام قرار گرفت. پس از آغاز نبوت محمد، گفتمانی جدید بر مبنای اخلاق و عدالت و کرامت انسانی، فارغ از جنسیت، رنگ و نژاد مطرح شد و محمد نیز هدف از مبعوث شدن را، تکمیل مکارم اخلاقی عنوان کرد. ظهور اسلام توانست اذهان عمومی عرب جاهلی را از لحاظ فرهنگی، اجتماعی، سیاسی و اقتصادی نسبت به زنان تغییر دهد. آموزه‌های اسلام در بدو ظهور با پدیده‌هایی چون چند همسری بدون قید مردان، به ارث بردن زنان بیوه و محروم شدن زنان از حق مالکیت به مخالفت پرداخت. همچنین قوانینی برای تضمین عدالت بین زنان و مردان تأسیس کرد. برخی از این قوانین عبارتند از لزوم معاشرت پسندیده با همسران، همترازی و همانندی در حقوق و وظایف همسران و همین‌طور قواعدی با گستردگی بیشتر همچون نفی عسر و حرج یا ممنوعیت اضرار.

### زنان مهم و مقدس

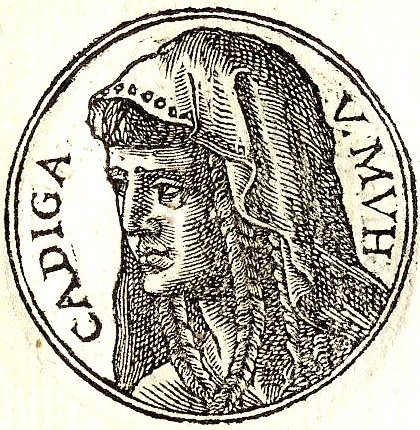
تصویری خیالی از خدیجه همسر محمد، که به سال ۱۵۵۳ رسم شده است.

در روایاتی از محمد، زنانی به عنوان الگو و شخصیت‌های برتر نام برده شده‌اند. این زنان تاریخ‌ساز، عبارند از فاطمه، آسیه، مریم. همچنین در روایات دیگری از چهار همسر بهشتی یاد شده است که به‌طور برجسته از آنها تمجید شده است. این افراد عبارتند از آسیه، مریم، خدیجه و فاطمه. این زنان، از جهت‌های مختلفی چون تعهد و وفاداری‌شان نسبت به خدا و اطاعت از فرمان‌های او، نماد فضیلت در میان زنان هستند. در منابع شیعی، فاطمه نسبت به مریم که در آیاتی از قران به برترین زنان عالم توصیف شده است، برتری داده شده است. بر اساس روایات اسلامی، مریم و فاطمه هر دو در هنگام زایمان مورد عیادت فرشتگان قرار گرفته‌اند. حتی در روایاتی از فاطمه با عنوان «مریم الکبری» یاد شده است. به‌طور کلی، دو گروه از زنان در تاریخ اسلام مورد توجه منابع قرار گرفته‌اند؛ گروه او زنانی که در صدر اسلام زندگانی می‌کردند عموماً اهل مکه و مدینه بودند. دسته دوم زنانی بودند که در قرون وسطی در مصر، عربستان و شام زندگانی می‌کردند. دسته دوم شامل حاکمان، زنان دارای مناصب و عالمان هستند.
امهات المومنین
همسران محمد زنانی بودند که با محمد ازدواج کرده‌بودند. اولین همسر محمد خدیجه بود. پس از مرگ خدیجه، محمد با ۱۲ زن دیگر ازدواج کرد. مسلمانان بنابر آیهٔ ۶ سورهٔ احزاب، همسران محمد را اُمَّهاتُ الْمُؤمِنین (جمع اُمُّ الْمؤمنین و به‌فارسی: مادرانِ مؤمنان) خطاب می‌کنند و بر این اساس ازدواج با آنان را حرام می‌دانند. از جمله احکام فقهیِ اختصاصیِ محمد در دین اسلام، مسائل مربوط به ازدواج است. محمد از حکم حداکثر چهار همسر دائم برای هر مرد مسلمان، استثناء شده و با ۱۳ زن ازدواج کرده است. منابع اسلامی در علت این استثناء، دلایل مختلفی را اعم از مصالح سیاسی و دینی، اطمینان به رعایت عدالت از جانب محمد در بیش از ۴ همسر، فراهم شدن زمینهٔ شناخت اخلاقی محمد گزارش کرده‌اند. به‌گزارش ایوب در زَوْجاتُ النَّبیّ، منابع تاریخ‌نگاری و سیره‌نویسی در خصوص تعداد همسران پیامبر اسلام دچار اختلافند. اکثر منابع تعداد همسران محمد را ۱۱ تن گزارش کرده‌اند که از میان آنان، ۶ نفر از قبیلهٔ قریش، یک نفر از بنی‌اسرائیل و دیگران از قبایل مختلف اعراب بوده‌اند. عایشه جنجالی‌ترین همسر محمد بود که ۵۰ سال پس از محمد زندگی کرد و در وقایع تاریخی متعددی حضور فعال داشت. از مهم‌ترین اقدامات او، رهبری نبردی نظامی با علی بن ابی‌طالب بود که به جنگ جمل شهرت یافت و اولی جنگ داخلی مسلمانان را شکل داد. ام سلمه دیگر همسر محمد نیز در ایام حیات او، وظایف سیاسی چون رهبری زنان را عهده‌دار بود و به محمد مشاوره‌های سیاسی می‌داد.

## زنان در فقه اسلامی
احکام مربوط به حقوق زنان، در ابواب مختلف کتب فقهی عالمان مسلمان قرار گرفته است. دسته‌ای از این احکام که ناظر بر حقوق زن در خانواده می‌باشد، در ابوابی چون حضانت، مهریه و نفقه مطرح شده است و آن دسته از حقوق که ناظر بر زندگی فردی زن می‌باشد، در ابوابی چون ارث و مالکیت مطرح شده است. در میان این احکام، برخی احکام اسلامی بین زنان و مردان متفاوت وضع شده‌اند. متفکران اسلامی، دلیل عمومی این تفاوت‌ها در حقوق را به سبب تفاوت‌های غریزی و طبیعی اعم از مسائل روانی و جسمی میان زن و مرد می‌دانند. بر این اساس، وجود غرایز متفاوت، سبب شده است تا هر یک از دو جنس زن و مرد، در اموری وظایفی بیشتر یا انحصاری داشته باشد. این گروه معتقدند که نقش اسلام در ایجاد برابری و تعاد میان زن و مرد با توجه به حقوق بنیادین آنها، صورت گرفته است و یکسان و برابر بودن حقوق زن و مرد را خلاف عدالت می‌دانند و عمل کردن طبق اقتضائات تفاوت‌های واقعی را تبعیض نمی‌دانند. به نوشته هاشمی شاهرودی، بر اساس قاعده اشتراک که از قواعد فقهی است، دستورهای اسلام مشمول زن و مرد می‌شود و تنها در مواردی که یک حکم به خصوص به زن یا مرد اختصاص یافته باشد، از دیگری معاف شده است.
در میان فرقه‌های اسلامی، سلفی‌ها با توجه به منابع مورد استنادشان، نظر مثبتی به زنان ندارند و بر اساس آموزه‌های حدیثی منابع خود، از زنان با عناوینی چون شر، جهنمی و دام شیطان یاد می‌کنند. این دیدگاه، زن را دام شیطان می‌داند که مانعی بین مرد و ملکوت خدا می‌باشد. بر اساس همین نظرات، سلفی‌ها معتقدند که حتی‌المقدور باید از زنان اجتناب کرد. با این وجود سلفی‌ها در در احکامی چون ارث، دیه و قصاص، کم و بیش هم‌نظر با اجماع مسلمانان هستند.

### ارث و دیه
بر اساس قوانین ارث در شریعت اسلام زنان مشمول بردن ارث قرار گرفته‌اند اما معمولاً با درجه خویشاوندی برابر با مردان، نیمی از سهم یک مرد را ارث می‌برند. برای مثال، دختران نیمی از ارث پسران، خواهران نیمی از ارث برادران و مادران نیمی از ارث پدران را به ارث می‌برند. همچنین به زنان، حق وصیت کردن بر اموال خودشان داده شده است و به این مطلب به صراحت در آیه ۱۲ از سوره نساء اشاره شده است. در قوانین ارث همچنین به ارث بری برادران و خواهران مادری — که از مادر مشترک و از پدر جدا هستند — پرداخته شده است. این حکم منعکس‌کننده روابط مادری در جامعه‌ای است که اساساً یک جامعه پدرسالارانه تلقی می‌شد. با این وجود در فروضی از ارث، زنان برابر یا مردان یا در مواردی بیشتر از مردان سهم الارث دریافت می‌کنند. بر اساس روایاتی اسلامی، حضور در جبهه‌های جهاد، تأمین نفقه زنان و توان‌های مالی اقوام که بر مردان برخلاف زنان واجب است، دلیل تفاوت در سهم الارث عنوان شده است. بر اساس قوانین حقوقی ایران، زنان از زمین، که همان عرصه باشد، ارث نمی‌برند؛ اما اخیراً این ماده قانونی مورد بازنگری و تصحیح قرار گرفته است تا برابری بیشتری به زنان در این زمینه داده شود. فمینیست‌ها به مسئله تفاوت دیه زن و مرد انتقاد کرده‌اند و آن را مغایر با کنوانسیون رفع هرگونه تبعیض علیه زنان مصوب ۱۹۷۹ میلادی می‌دانند.
علاوه بر ارث، دیه نیز از مسائل متفاوت بین زن و مرد در شریعت اسلام است. در دیه اعضاء چنانچه دیه زن کمتر از ثلث دیه کامل مرد باشد، دیه زن و مرد برابر است و اما در بیشتر از ثلث، دیه زن به نصف تقلیل می‌یابد. در علت این تفاوت در دیه زن و مرد، منابع اسلامی همچون مبحث ارث، تحمیل هزینه نفقه و مهریه بر عهده مرد را عنوان کرده‌اند. همچنین عنوان شده است که بهره‌مندی از دیه بیشتر مرد نسبت به دیه کمتر زن، عموماً به نفع زنان بوده است و بهره‌مندی از دیه کمتر زن نسبت به دیه بیشتر مرد، عموماً مورد استفاده مردان قرار می‌گیرد. به این ترتیب دیه بیشتر مرد، بهره‌ای بیشتر برای زنان محسوب می‌شود. بر اساس قوانین کیفری اسلامی، در صورت بریده شدن موی سر مرد، تنها به تشخیص قاضی، هزینه‌ای بابت ضرر وارد شده به مرد دریافت می‌شود اما در مورد بریدن موی سر زن، بنابر فتوای فقها مسلمان، دیه واجب است و باید به اندازه مهرالمثل، دیه پرداخت شود.

### قیومیت مردان بر زنان و جواز کتک زدن
بر اساس آیه ۳۴ سوره نساء، مردان بر زنان برتری داده شده‌اند. برخی از مفسران کلاسیک، این آیه را به معنای حمایت از زنان تفسیر کرده‌اند و بر اساس آن، مرد را موظف به تأمین نیازهای مالی زن در زندگی مشترک دانسته‌اند. در مقابل برخی دیگر این آیه را در اثبات برتری مردان بر زنان در زمینه‌های مذهبی، سیاسی و فکری استفاده کرده‌اند. سید ممتاز علی، از پیشگامان فعال در زمینه زنان هندی، بر این باور است که معنای آیه، برتری زنان بر مردانی است که برای آنها کار می‌کنند. بر اساس تفاسیر فمینیستی، این آیه به بیان یکی از حقوق محول شده به مردان نازل شده است و قصد مقایسه زن و مرد را ندارد. بر اساس این تفاسیر، مردان از نظر توانایی آنها بر نان‌آوری برای اهل خانه، خطاب قرار گرفته‌اند. تفاسیر دیگری از این میان، به معنای کلمه قوامون پرداخته و آن را به معنای ایستادگی و استقامت ترجمه کرده‌اند. بر این اساس، مردان مسئولیت اجتماعی، روانی، معنوی و مالی در قبال زنان دارند.

در آیه ۳۴ سوره نساء به صراحت از کتک زدن زنان توسط همسرانشان به عنوان عاملی بازدارنده یاد شده است. تفاسیر فمینیستی اسلامی، این آیه را به سبک محمد یوسف علی تفسیر می‌کنند و تأکید دارند که مردان تنها می‌توانند به عنوان آخرین عامل بازدارنده، زنان را به آرامی کتک بزنند. الحبری از مفسرانی که این آیه را به سبک فمینیستی تفسیر کرده است، از ماجرای نزول آیه یاد می‌کند که بیانگر محدود کردن حق مردان در عصر اعراب جاهلی نسبت به زدن همسران بوده است. الحبری این آیه را در جهت اصلاح تدریجی سنت‌های غلط جاهلی می‌داند. به عقیده او، اکنون که اوضاع جامعه زنان متفاوت شده و با توجه به تغییر فرهنگ جامعه اسلامی، اکنون زدن زنان منسوخ شده است و باید حذف این سنت ناصحیح صورت بگیرد. فقها در شیوه و کیفیت ضرب زنان، فتوا داده‌اند که ضرب باید به وسیله مسواک، پارچه یا چیزی شبیه به آنها صورت بگیرد و نباید اثری از ضربه در بدن زن باقی بماند. همچنین ضرب نباید به سمت صورت زن باشد و در حالتی که آسیبی به زن از این ضرب متوجه شود، حق طلاق یا قصاص برای زن ثابت است.

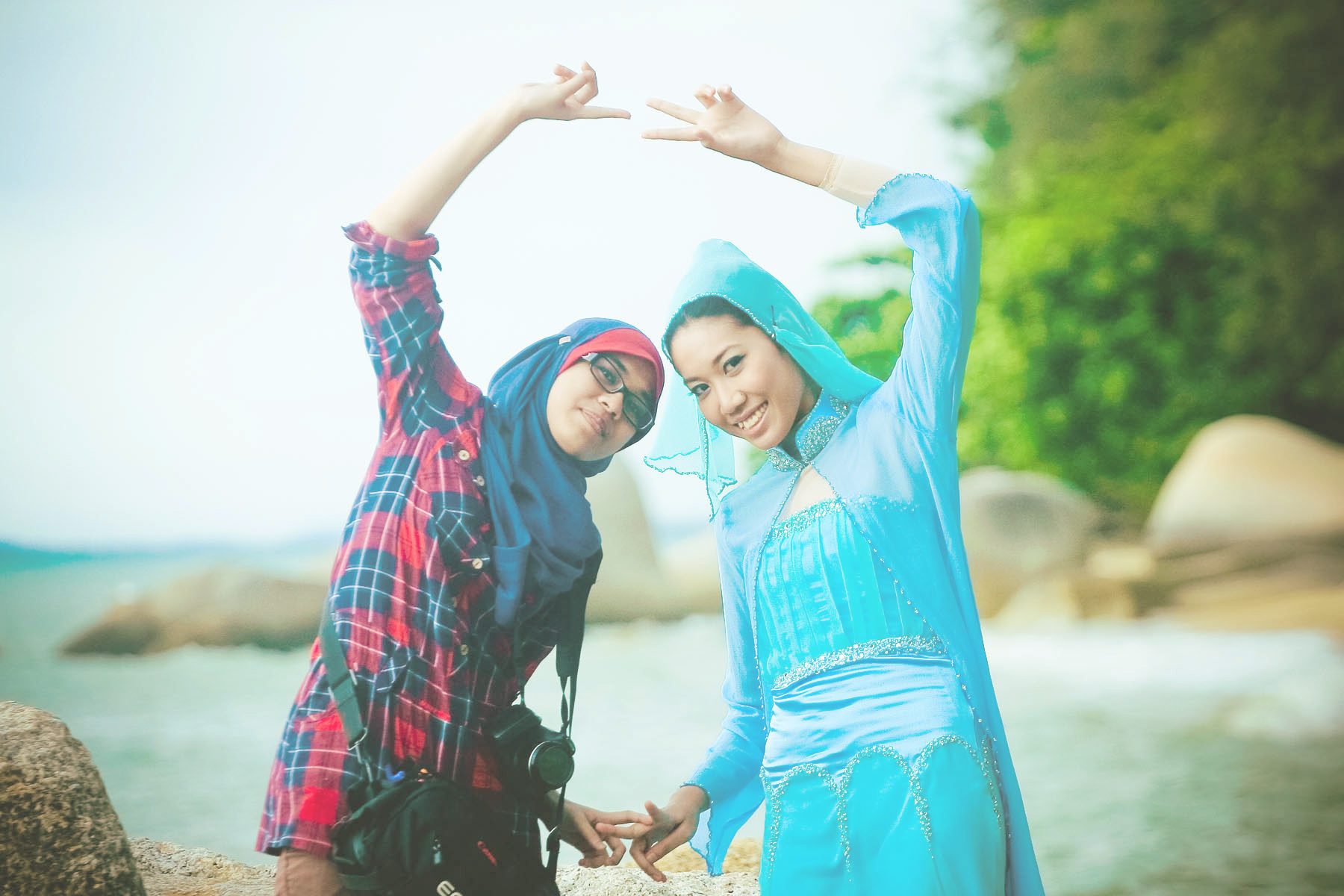
دو زن مالزیایی با حجاب

### پوشش زنان
حجاب یکی از اصطلاحات اسلامی است که به پوشش زنان از منظر شرع پرداخته است. این حکم شرعی در کنار حکم شرعی پوشش مردان عنوان شده است و از دیدگاه اسلامی، بیش از آنکه به عنوان یک حکم شرعی فردی مورد بررسی قرار بگیرد، به عنوان یک رفتار اجتماعی مورد توجه است. مسئله حجاب، هفت مرتبه در قرآن در سوره‌های اعراف، اسراء، مریم، ص، احزاب، فصلت و شوری مورد اشاره قرار گرفته است اما تنها در آیه ۵۳ سوره احزاب، به معنای اصطلاحی حجاب پرداخته شده است. از این آیه به جهت استفاده شدن واژه حجاب در آن، آیه حجاب گفته شده است. با نزول این آیه بود که دلیل وضع حجاب از جانب شرع، توسط برخی از پژوهشگران مسلمان، حفظ شأن و حرمت پیامبر اسلام و نوعی احترام ویژه به همسران محمد بوده است. علاوه برحجاب، به مسئله حیا زن مسلمان نیز در متون دینی از جمله قرآن پرداخته شده است و این مقوله برای زنان نسبت به مردان، با جزئیات بیشتری مطرح شده است. این احتمال داده شده است که این تأکید بیشتر به زنان، یا به جهت تهدیدگری بیشتر جنسیت زنان نسبت به مردان یا به جهت نیازمندی به راهنمایی بیشتر زنان برای حفظ عفت خود بوده است. با این وجود، ممتاز علی معتقد است که حجاب تنها در یک آیه مورد اشاره قرار گرفته است و از همین رو، تأکید قرآن بر حیا بوده است.
تا پیش از سال پنجم ه‍. ق، حکم حجاب از جانب محمد ابلاغ نشده بود، هرچند پیش از آن، زنان از تبرج به شیوه جاهلیت منع شده بودند. پس از وضع قانون حجاب و بر اساس آیه ۵۹ سوره احزاب، زنان مسلمان برای بازشناخته شدن از کنیزان که همواره مورد تعرض افراد لاابالی قرار می‌گرفتند، از پوشش «جلباب» استفاده می‌کردند. در مقابل این اعتقاد، گروهی از مفسران همچون طبرسی، فخررازی و طباطبایی، منظور از آیه را تمایز زنان عفیف از غیر عفیف عنوان کرده‌اند. عدم الزام‌آور بودن این آیه در خصوص حجاب از جانب برخی از فقیهان چون جوادی آملی و مؤمن قمی مطرح شده است که تنها نماینگر آزاد بودن زن در مقابل کنیز بودنش بوده است و شاید دلیل استقبال زنان مدینه از این حکم، به همین جهت بوده است. آیه ۳۱ سوره نور، دیگر آیه‌ایست که حجاب را بر تمام زنان واجب کرده است.
مسئله رعایت حجاب در برابر مردان نامحرم از جانب زن مسلمان، مورد توافق تمام فرقه‌های اسلامی است اما در حدود لازم آن، اختلاف‌هایی گزارش شده است. با این حال بیشتر فقهای شیعه و سنی، پوشاندن تمام بدن جز صورت و دست‌ها را واجب دانسته‌اند. با این وجود برخی منابع فقهی، از اختلاف در وجوب پوشاندن صورت و دست‌های زن سخن به میان آورده‌اند. روث رودد دلیل این اختلاف‌های فقهی را ابهام در حدود حجاب در قرآن می‌داند. بر اساس آنچه فقهای مسلمان در آثار فقهی منتشر کرده‌اند، حد رعایت حجاب از جانب کنیز با حد حجاب از جانب زن آزاد متفاوت است. همچنین بر اساس روایاتی، نسبت به حجاب زنان سالخورده، سهل‌گیری‌هایی صورت گرفته است. بر این اساس زنان سالخورده و کنیزان این اجازه را دارند تا روسری از سر برداشته و بخشی از مواضع بدن را که عادتاً بیرون و نمایان است، آشکار نمایند. مطهری، نویسنده مسلمان بر این باور است که حکم وجوب حجاب، ناشی از اختلاف جنسیتی زن و مرد وضع شده است.
آنطور که دانشنامه جهان اسلام از منابع فقهی شیعه گزارش می‌کند، فقیهان حجاب را مانع فعالیت‌های زنان مسلمان در اموری چون اشتغال و تحصیل نمی‌دانند و بین این دو منافاتی را متذکر نشده‌اند. از مسائل دیگر در زمینه حجاب زنان مسلمان، اجباری بودن آن توسط حکومت‌های مسلمان است. موافقان اجباری بودن حجاب، به پیامدهای اجتماعی و حکم شرعی بودن حجاب و لزوم توجه حاکمان مسلمان به این دو پدیده اشاره دارند و در مقابل، مخالفان حجاب اجباری، به عدم سابقه چنین رویکردی در حکومت پیامبر اسلام اشاره دارند. در دانشنامه جهان اسلام به جریان‌هایی اشاره شده است که با نفوذ از جوامع غربی غیراسلامی به کشورهای مسلمان، در حوزه حجاب، اقدام به فعالیت‌های تبلیغاتی فراوانی بر ضد حجاب کردند. با این وجود گزارش شده است که بسیاری از زنان مسلمان، حجاب را نماد مقاوت زنان در برابر فرهنگ تحمیل‌شده به جهان اسلام می‌دانند و حجاب در باور زنان مسلمان ساکن کشورهای غربی، نماد دین‌داری، اسلام‌گرایی، سازگاری آموزه‌های اسلام با دنیای مدرن و نفی فرهنگ غرب است.

### تصدی منصب قضاوت، افتاء و شهادت
زنان برخلاف مردان در شریعت اسلام از تصدی بر منصب قضاوت منع شده‌اند. با این وجود، در میان فقهای شیعه، برخی به جواز قضاوت و افتاء (مرجع تقلید بودن) زنان حکم داده‌اند. همچنین کسانی چون مقدس اردبیلی و محمدحسن مظفر به عدم اجماع در شرط مردانگی مرجع تقلید و قاضی، تصریح داشته‌اند و شیخ طوسی نیز با وجود گزارش اجماع‌های شیعه، به اجماعی در این خصوص اشاره ندارد. بنابراین بر دیدگاه جمعی از فقهای شیعه، زنان پس از گذراند مراحل علمی و کسب درجه اجتهاد، می‌توانند و بلکه باید از اجتهاد خود برای کسب حکم شرعی استفاده کنند و حق تقلید ندارند. در این بین، فرقه خوارج و محمد بن جریر طبری، بر این باورند که زنان می‌توانند همانند مردان منصب قضا را عهده‌دار شوند. پیروان فقه حنفی نیز به قبول قضاوت زنان در اموری که شهادتشان پذیرفته می‌شود — اموری به جز حدود و دماء که موجب قصاص و حد می‌شوند — قبول کرده‌اند. این دیدگاه امروزه طرفدارانی ندارد. در مقابل این دیدگاه‌ها، باقی فرقه‌های اسلامی، قضاوت زن را مردود دانسته‌اند. امروزه در کشورهای اسلامی جز تونس و مالزی، زنان از تصدی منصب قضاوت منع می‌شوند.
مسئله شهادت دادن زنان در اسلام مورد اختلاف‌نظر است. برخی حقوق‌دانان، شهادت زنان در برخی موارد غیرقابل قبول دانسته‌اند. در موارد دیگر، شهادت دو زن برابر با شهادت یک مرد است. بر اساس دلیلی که در آیه ۱۰۶ سوره مائده آمده است، شهادت زنان همچون مردان قابل اعتماد است اما حافظه آنان به اندازه مردان دقیق نیست. در این آیه دلیل جایگزینی شهادت دو زن در مقابل شهادت یک مرد، آمده است که تا اگر یکی از شاهدان چیزی را فراموش کرد، شاهد دیگر به او یادآوری کند. با این وجود ممتاز علی بر این باور است که برتری شهادت مردان بر زنان، تنها مربوط به امور تجاری بوده است که مردان عرب نسبت به زنان، آشنایی بیشتری در آن داشته‌اند. صانعی از مراجع تقلید شیعه نیز سخنی به مانند ممتاز علی دارد و مدعی است که آیه ۲۸۲ سوره بقره، در امور مالی نازل شده است و به جهت جنسیت زنان، حکم متفاوتی نسبت به آنها داده نشده است؛ بلکه این تفاوت ناشی از خصوصیتی عارضی — سر و کار نداشتن زنان با امور مالی خصوصا در عصر نزول آیه — بوده است. طبق روایتی از علی بن موسی الرضا، امام هشتم شیعیان دوازده‌امامی، شهادت زنان در طلاق به جهت جرئت و علاقه آنها به طلاق و شهادتشان در رویت هلال ماه، به جهت ضعفشان در تشخیص و رویت، مردود است. با این وجود، در پذیرش شهادت زنان در طلاق، اختلاف فقهی در میان فقیهان شیعه گزارش شده است. بر اساس روایتی از جعفر صادق، امام ششم شیعیان دوازده‌امامی، در منابع روایی شیعه، زنانی که اهل عفاف و از مخاصمه دوری می‌گزینند، می‌توانند همچون مردان شهادتشان را پذیرفت. بر اساس این روایت و سایر روایات در فقه شیعی، شهادت زنان با پیش شرط عدالت شاهد، قابل پذیرش است. در این میان، گروهی از فقیهان همچون فاضل هندی، شهادت زنان را به‌طور کل غیرشرعی می‌دانند که این نظر با انتقادهایی نیز همراه بوده است. بر اساس گزارش فرهنگ فقه فارسی، زن برزه — زنی که برای تأمین زندگی به خارج از منزل می‌آید — لازم است تا همچون مردان، پس از درخواست قاضی برای ادای شهادت یا حضور برای طرح ادعا و دفاع از خود به محکمه برود، اما زن مخدره — زنی که خانه نشین است — اجباری برای حضورش در محکمه وجود ندارد و قاضی می‌تواند فرد موثقی را به نزد او بفرستد تا در نزد او شهادت یا قسم ادا شود و زن در محضر او از خود دفاع کند.

### تعدد زوجات، عقد موقت و مسائل جنسی
یکی از حقوقی که اسلام برای مردان در نظر گرفته است، مسئله تعدد زوجات است. به این مسئله در قرآن به صورت صریح اشاره شده است و مردان مسلمان با شرط رعایت تساوی در رفتار بین همسرانشان، اجازه پیدا کرده‌اند تا چهار همسر به صورت همزمان داشته باشند. در آیه دیگری از قرآن تصریح شده است که رعایت عدالت بین همسران — ترجیح ندادن یکی بر دیگری — عملاً غیرممکن است و به مردان توصیه شده است تا از هیچ‌یک از همسران خود غافل نشود. این حکم چنین تفسیر می‌شد که مرد باید برای تمام همسران خود، مسکن، غذا و لباس به صورتی مساوی تهیه کند و توجه جنسی خود را به آنها، به صورت مساوی تقسیم کند. ممتاز علی با اشاره به محال بودن تحقق شرط عدالت بین همسران، تعدد زوجات را نیز منتفی می‌داند. با وجود اینکه در اسلام به تعدد زوجات مردان اجازه داده شده است، اما زنان انتخاب کننده شوهران آینده خود بودند و این حق انتخاب، سابقا در عرب جاهلی از آن منع می‌شدند. حیفا جعفر بر این باور است که اسلام با تعدد زوجات مخالف بود اما با توجه به فرهنگ مرسوم عربستان پیش از اسلام، با اکراه به مردان اجازه داد تا چهار همسر داشته باشند. برخی منابع اسلامی در پاسخ به انتقادها به تضییع حق زنان در مسئله تعدد زوجات، مدعی شده‌اند که تعدد زوجات در جوامعی که تعداد زنان بیش از مردان بوده‌اند، به نوعی حمایت از حقوق زنان بوده است. همچنین این منابع مدعی شده‌اند که اسلام با وضع قوانین دیگری، از زنانی که به همسری یک فرد درآمده‌اند، دفاع کرده است. به عقیده نصر، با وجود آنکه مسیحیان یکی از منتقدان تعدد زوجات در قوانین اسلامی هستند، اما با وجود جریان قانون تک همسری در غرب مسیحی و با توجه به منع شرعی رابطه خارج از ازدواج در مسیحیت و اسلام، تعداد روابط خارج از ازدواج در جوامع غربی مسیحی بیشتر از جوامع اسلامی است و بنابراین نسبت بی‌بند و باری جنسی به قانون تعدد زوجات مسلمانان، صحیح نیست.
بر اساس آموزش‌های اسلامی، مردان می‌توانند علاوه بر همسران دائم خود، در قبال پرداخت اجرت با زنی دیگر برای رابطه جنسی، عقد ببندد. این مسئله که به عنوان ازدواج موقت یا متعه شناخته می‌شود، موجب گفتگوهای مفصلی در حوزه این حکم شرعی شده است. در میان فرقه‌های اسلامی، شیعیان این حکم را تا به امروز صحیح و قابل اجرا می‌دانند در حالی که اهل سنت، این حکم را به واسطه آیاتی از قرآن، منسوخ دانسته‌اند. اهل سنت بر این باورند که محمد در شرایط به‌خصوصی که در دوران او صورت می‌گرفت، به مردانی که مدت زیادی از همسران خود دور بودند، اجازه چنین اقدامی را می‌داد. این استدلال بعدها توسط عمر بن خطاب مطرح شد و ممنوعیت این حکم را دربرداشت. این مسئله از مهم‌ترین مسائل اختلافی بین شیعه و سنی مطرح شده است. بر اساس آموزه‌های اسلامی، برای این حکم، هیچ محدودیتی برای مردان وضع نشده است.
روابط جنسی در اسلام، به عنوان یک امر مذهبی قلمداد می‌شود و در چاچوب رابطه زن و شوهری تعریف شده است. بر اساس روایتی محمد به یکی از کسانی که از اجر اخروی روابط جنسی حلال متعجب بود گفت: «همانگونه که رابطه جنسی از راه غیرشرعی عقوبت در پی دارد، ارضاء آن از راه شرعی، موجب اجر اخروی است.» قرآن در آیه ۲۴ سوره نساء به صراحت از عمل زنا منع کرده است. همچنین در آموزه‌های اسلامی، از تن‌فروشی زنان نهی شده است. دیگر دستوری که در قرآن مورد توجه قرار گرفته است، توصیه به مردان است که به درخواست جنسی همسرانشان احترام گذاشته و در صورت عدم آمادگی همسرشان برای روابط جنسی، از رابطه جنسی درگذرند. بر اساس قوانین اسلامی، همجنس‌گرایی ممنوع است و به این مطلب در احادیثی از محمد، پرداخته شده است. از مسائل جنسی دیگری که در حوزه زنان مورد توجه قرآن و اسلام قرار گرفته است، روابط جنسی با کنیزان است. بر این اساس، صاحب کنیز باید شرایط را برای ازدواج کنیز با مرد آزاد یا برده مهیا سازد. قوانین مربوط به ام ولد نیز که در قرآن نیامده است، از دیگر مسائل مربوط به زنان کنیز است.

### احکام معافی
از میان احکام شرعی، زنان برخلاف مردان، از برخی احکام شرعی معاف شده‌اند. از این میان می‌توان به عدم وجوب نماز جمعه، نماز عید فطر و نماز عید قربان بر زنان اشاره کرد که بر مردان واجب است. همچنین بر اساس دستورهای دینی، نماز خواندن زن در منزل، بهتر از خواندن نماز در مسجد است. زنان در ایان حیض و نفاس، از انجام نماز و روزه معاف شده‌اند و قضای نماز را نیز لازم نیست اجرا نمایند. برخلاف روزه که باید بعد از پاکی، قضا نمایند. پوشیدن لباس‌های ابریشمی، طلابافت و استفاده از زیورآلات در هنگام نماز برای زنان جایز شمرده شده است. همین‌طور زنان در پوشیدن هر لباسی در احرام مراسم حج آزاد هستند. در اعمال حج نیز تخفیف‌هایی به زنان داده شده است. عدم وجوب تقصیر — کوتاه کردن موها — عدم استحباب هروله و… از این دست احکام است. بر زنان جهاد واجب نیست. همچنین با وجوب ممنوعیت غنا در اسلام، اما غنای زنان برای مجالس زنانه و دریافت اجرت بابت آن، بلامانع تلقی شده است. بر اساس فقه اسلامی، زنان در نظام خانواده هیچ مسئولیت مالی ندارند و در پرداخت خون‌بها در جنایت‌های غیرعمد که بر عهده خویشاوندان جنایتکار است، معاف هستند. سن بلوغ، دیگر اختلافی است که در احکام اسلامی گزارش شده است. در اسلام سن بلوغ برای پسران ۱۵ سال و برای دختران ۹ سال عنوان شده است. مردان مسلمان در جنگ‌ها، حق تعرض و قتل زنان و کودکان را ندارند. همچنین زنان اهل کتاب، از پرداخت جزیه معاف هستند.

## زناشویی در اسلام

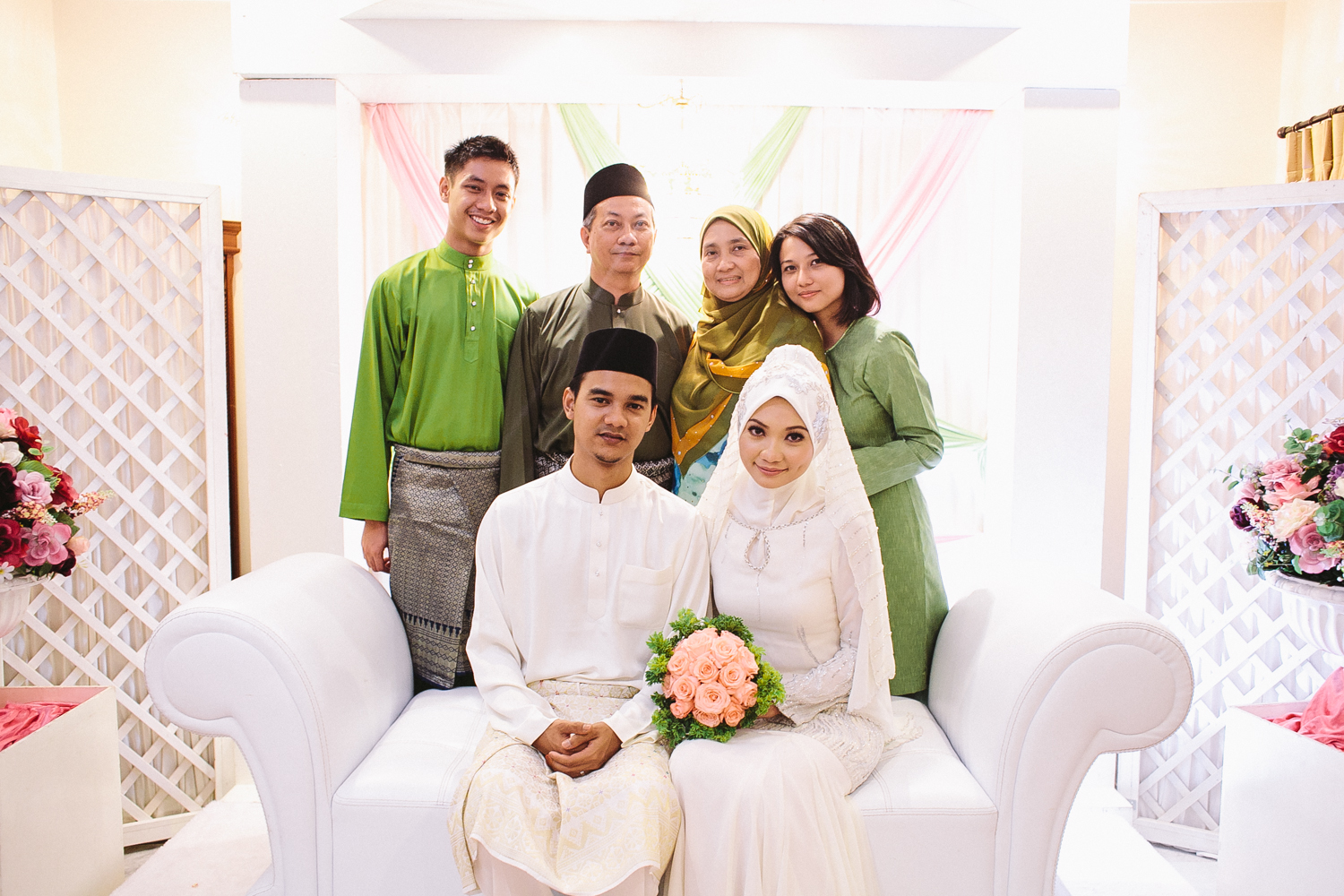
مراسم ازدواج یک زوج مسلمان مالزیایی

محمد در طول زندگی خود کوشید تا با رعایت حقوق زنان در زندگی شخصی، موقعیت زنان در خانواده و جامعه را بهبود بخشد. رفتار عادلانه او با همسرانش، تکریم عملی زنان، مذمت رفتارهای عرب جاهلی و توصیه مردان به رعایت حقوق زنان، از اقدامات او برای تحقق این هدف بود. تحکیم خانواده و پیوند زناشویی از مهم‌ترین اصلاحات اجتماعی اسلام بود.

### عشق
در فرهنگ اسلامی، عشق بین زن و مرد به‌طور ویژه‌ای ستوده می‌شود و ادبیات جهان اسلام جایگاه ویژه‌ای دارد. محمد طی توصیه‌هایی، عشق را قابل توجه دانسته است و به محبت نسبت به زنان ترغیب کرده است. در روایتی از او آمده است که باید زنان را از عطر مو تا نوک انگشتانشان گرامی داشت یا آنکه بهترین مردان را کسانی دانسته است که از نظر همسرانشان بهترین باشند.

### ازدواج
ازدواج در قرآن به عنوان یک وضعیت طبیعی در زندگی انسان توصیف شده است. بر اساس آموزه‌های اسلام، ازدواج که از آن به عقد نکاح نیز یاد می‌شود، ارتباطی رسمی و قانونی در اسلام است. باورهای اسلامی، ازدواج را سر الهی می‌داند که با انگیزه‌های فطری شکل می‌گیرد و هدف اصلی آن رسیدن به آرامش است. در چارچوب اعتقادی اسلام، ازدواج امری مقدس و هرگونه رابطه جنسی خارج از آن، ممنوع و گناه است. هرچند منابعی از عدم تقدس ازدواج در اسلام برخلاف مسیحیت گزارش کرده‌اند. حکم اولیه ازدواج در اسلام، استحباب، ترک آن نیز مکروه و در صورت وجود ترس از وقوع گناه، واجب می‌باشد. از شرایط ازدواج، عاقل و بالغ بودن مرد و زن است هرچند غیر بالغان نیز می‌توانند با رضایت قیم‌های خودشان، ازدواج نمایند. با این وجود برخی فقها، به شرط رضایت پدر برای ازدواج دختر بالغ معتقدند و این اختلاف در دختر بالغ رشیده بیشتر است. توصیه اسلام برای انتخاب همسر، انتخاب از میان زنان با اصالت خانوادگی، باکره، غیر عقیم، پاکدامن و صاحب جمال است. همچنین تأکید شده است که بسنده کردن به زیبایی و ثروت زن برای انتخاب همسری، مکروه است. بر اساس قوانین اسلامی، ازدواج با بیش از چهار همسر دائم برای مردان ممنوع است و زنان فقط می‌تواند یک همسر داشته باشند. همچنین مرد مسلمان حق ندارد با بیش از دو کنیز، عقد دائم ببندد. بر اساس آموزه‌های اسلام، ازدواج با کنیزان، دارای اجر است. زن مسلمان حق ازدواج با مردان غیر مسلمان را ندارد ولی مرد مسلمان می‌تواند زنان مسیحی و یهودی نیز ازدواج کند.

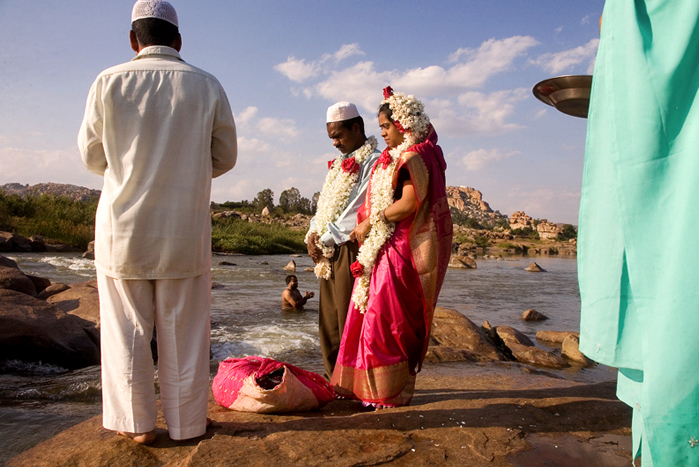
مراسم ازدواج یک زوج مسلمان در کنار رودخانه‌ای در هند

بنابر نظر مشهور فقهای اسلامی، عقد ازدواج در اسلام با صیغه ایجاب و قبول صورت می‌گیرد و با رضایت باطنی یا معاطات صورت نمی‌پذیرد. همتای هم در دین نیز دیگر شرط ازدواج است و مرد و زن باید هر دو مسلمان باشند. برخی فقها نیز به قدرت مرد برای پرداخت نفقه نیز برای صحت عقد، معتقد هستند. زن و مرد می‌توانند در هنگام عقد شرایطی را برای عقد اعمال کنند که به شروط ضمن عقد مشهور است. در این شرایط لازم است که عدم تعارض و تنافی با شریعت اسلام و مقتضای عقد ازدواج رعایت شود. برخی فقهای شیعه چون روح‌الله خمینی، ازدواج دختر در کمتر از ۹ سالگی را نیز جایز می‌دانند اما داشتن رابطه جنسی تا قبل از بلوغ را نهی کرده‌اند. در این خصوص آمده است که اگر دختری قبل از ۹ سالگی مورد رابطه جنسی قرار بگیرد و دچار افضاء گردد (ایجاد عارضه جسمی) دیه افضاء که یک دیه کامل است بر گردن مرد خواهد آمد و تا پایان عمر حتی پس از طلاق، نفقه زن بر عهده اوست. با این وجود داشتن سایر لذات جنسی همچون بوسیدن و تفخیض (رابطه جنسی غیر دخولی) برای مرد منع نشده است. آن دسته از زنانی که ازدواج با آنها از جانب مردها و توسط قران منع شده است عبارتند از مادران، خواهران، دختران، عمه و خاله‌ها، دختران برادر و خواهر، مادران و خواهران رضاعی، مادران و دختران همسر و جمع میان دو خواهر. بر اساس فقه شیعه، از مواردی که ازدواج مرد با زن، ممنوع است، می‌توان به ازدواج با محارم همچون مادر، خواهر، خاله، عمه، دختر خواهر یا برادر و که برای مردان مَحرَم هستند و همچون پدر، برادر، عمو، دایی و پسر خواهر یا برادر که برای محرم به حساب می‌آیند. این گروه را محارم نسبی گویند. اما از میان محارم سببی که به واسطه ازدواج به زن یا مرد محرم می‌شوند می‌توان به پدر و فرزندان شوهر از زنی دیگر برای زن و مادر و فرزندان زن از مردی دیگر اشاره کرد که ازدواج با این دسته بعد از ازدواج با همسر، حرام و ممنوع است. همچنین مادر رضاعی — زنی که به واسطه دادن شیر بر کودک شیرخوار به او محرم می‌شود — نیز در زمره محارم سببی است و ازدواج با او ممنوع است. بر مبنای فقه شیعی، ازدواج با دو خواهر به صورت همزمان نیز ممنوع است. همچنین مرد برای ازدواج با دختر خواهر یا برادر زوجه، باید از او رضایت کسب کند در غیر این صورت ازدواج باطل و ممنوع است. در فقه شیعه، برخی از عوامل به عنوان حرمت ابدی برای ازدواج یاد شده است که با شرایطی، موجب ممنوعیت دائم ازدواج با برخی زنان می‌شود. از این میان، می‌توان به زنا، لواط، ازدواج در حال عده، احصان، احرام، لعان، قذف و کفر اشاره کرد.

### مهریه و نفقه

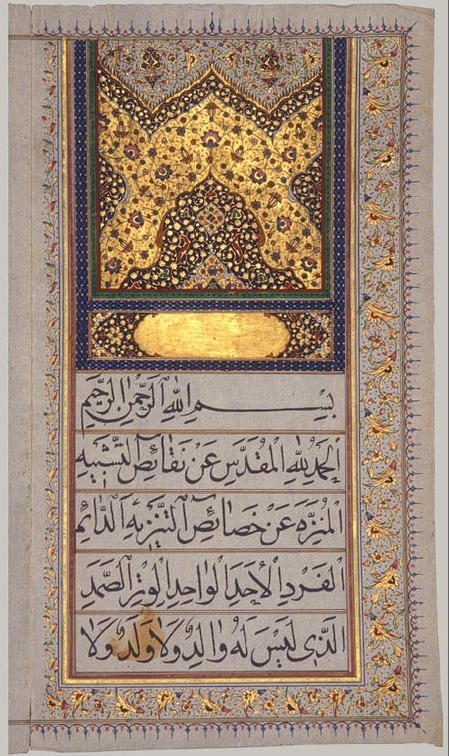
صفحه‌ای از یک عقدنامه نکاح مربوط به ۱۲۹۱ ه‍.ق که خطبهٔ مشهور پیش از عقد را به خط ثلث دربردارد و بر کاغذی طلاکوب طراحی شده است.

زنان در هنگام ازدواج، از حق دریافت مهریه برخوردار هستند. هرچند بخشیدن بخش یا تمام مهریه به شوهر نیز از اخیارات زن در احکام شرعی تلقی شده است. در پیمان زناشویی، از مرد انتظار می‌رود هدیه‌ای را با عنوان مهریه به زن ببخشد و حتی پس از طلاق نیز به ملیکت زن در می‌آید. این واژه در قرآن با عبارت «صداق» به‌کار رفته است. مهریه در اسلام یکی از نشانه‌های صداقت مرد در علاقه‌مندی به همسر است و عاملی برای تحکیم خانواده است. در مورد میزان مهریه در منابع اسلامی سخنی به میان نیامده است و مبلغ مهریه با توافق دو طرف تعیین می‌گردد؛ هرچند این شریعت اسلام، این توصیه شده است که مهریه خیلی کم یا خیلی زیاد نباشد. بر اساس روایاتی در منابع اسلامی، مهریه کم مستحب و مهریه زیاد کراهت دارد. بر اساس دیدگاه شیعی، مهریه شرط تحقق ازدواج دائم نیست و تنها در ازدواج موقت، شرط تحقق عقد قرار گرفته است. با این وجود در خلاصه دانشنامه اسلام آمده است که فرقه‌هایی از مسلمانان، مهریه را شرط تحقق عقد می‌دانند. در قوانین اسلامی آمده است که پس از طلاق، اگر زن مدخوله باشد، تمام مهریه و اگر غیر مدخوله باشد نصف مهریه را مالک خواهد شد. بر اساس آموزه‌های اسلام، مهریه به زن تعلق دارد و پدر و مادر عروس بهره‌ای از آن نخواهند برد. یکی از حقوقی که در زمینه ازدواج به زنان داده شده است، حقی مشهور به حق حبس است که بر اساس آن، زن می‌تواند تا پیش از پرداخت کامل مهریه‌اش، از وظایف زناشویی خود امتناع بورزد. همچنین تهیه جهیزیه و مایحتاج زندگی، از لحاظ حقوقی برعهده مرد است. همچنان از لحاظ حقوقی، زن می‌تواند برای انجام امور خانه در منزل شوهر، از همسرش هزینه و اجرت دریافت کند. حتی زن می‌تواند برای عمل شیر دادن به فرزندش، از شوهر تقاضای اجرت کند.
از دیدگاه اسلام، تأمین هزینه‌های زندگی زناشوئی برعهده مرد است و بر مرد لازم است تا هزینه‌های زندگی را که اصطلاحاً نفقه نام دارد، به زن بپردازد. حق نفقه مادامی که بر زوجه، حکم ناشزه — زنی که حقوق ناشی از ازدواج را نسبت به شوهر رعایت نکند — بر زن صادق نباشد، لازم الپرداخت است. اصطلاح نفقه، یک واژه عرفی است و میزان آن نیز بر طبق عرف، مکان و زمان معین می‌شود. بر اساس فقه اسلامی، زن مالک نفقه است و شوهر نمی‌تواند مبلغ نفقه را از او بازپس بگیرد. بر اساس قوانین حقوقی در اسلام، زنانی که به واسطه شرایط بد محل زندگی، بیماری خود یا بیماری شوهر، از شوهر خود تمکین نمی‌کنند ناشزه شناخته نمی‌شوند و نفقه به آنها تعلق می‌گیرد. نفقه اعم از هزینه خوراک، پوشاک و اثاث منزل است تا جایی که نیازهای همسر با توجه به توانایی شوهر برطرف گردد. از قوانین حقوقی اسلام، امکان طلب نفقه معوقه است که بر این اساس زن می‌تواند نفقه‌های گذشته که از جانب شوهر پرداخت نشده است را مطالبه نماید. زن می‌تواند نفقه خود را به صورت نقدی و روزانه دریافت کرده یا آنکه به واسطه زندگی در خانه مرد و استفاده از طعام و سایر امتیازات زندگی عرفی در آنجا، جایگزین نفقه بهره ببرد.

### زندگی مشترک
بر اساس آموزه‌های اسلام، زن و مرد در کنار هم نقشی تکمیلی دارند و هیچ‌کدام به صورت فرعی تلقی نشده‌اند. همچنین مرد از محول کردن کارهای سخت به زن خودیش در زندگی مشترک نهی شده به محبت و تکریم همسرش، موظف گردیده است. جلب رضایت همسر از جانب شوهر در اسلام، امری مستحب به‌حساب می‌آید. در آموزه‌های اسلام کمک کردن به همسر توسط مرد، امری نیکو شمرده شده است و در مقابل خدمات زن در خانه، توصیه شده است که مانع فعالیت‌های اجتماعی و اقتصادی زنان نشود. زنان در اسلام به مدارا و سازش با همسرانشان فراخوانده شده‌اند. قرآن زن و شوهر را به مانند لباس یکدیگر تشبیه می‌کند که نمادی برای پوشاندن عیوب یکدیگر هستند. همچنین از این تعبیر قرآنی برای نزدیک بودن زن و شوهر به یکدیگر، به مانند لباس که به تن نزدیکترین چیزها می‌باشد یاد شده است. بر اساس آموزه‌های اسلام، زن و مرد باید برای ارضای جنسی همدیگر تلاش کنند و به مردان توصیه شده است نسبت به زنان مهربان باشند. زنان با ظهور اسلام، از حقوق ویژه‌ای در طول زندگی مشترک برخوردار شدند. از این میان می‌توان به مصونیت آنان از طلاق در حین بارداری و شیردهی یاد کرد. حق داشتن فرزند، از اختیارات زنان در اسلام است. بر این اساس اگر زنی قصد داشتن فرزند کند، مرد حق ممانعت ندارد و برای اینکه در هنگام رابطه جنسی، از بارداری زن جلوگیری کند، موظف به پرداخت دیه نطفه به زن خواهد شد؛ بنابراین زن می‌تواند همسر را به داشتن فرزند الزام کند. محمد نیز در تعالیمش از عبادات‌هایی چون اجر برای نگاه محبت‌آمیز زن و شوهر به یکدیگر یاد کرده است.

### طلاق
طلاق در لغت به معنای رهایی و خلاصی است و در اصطلاح اسلامی، به معنای باز کردن گره ناشی از عقد نکاح و رها کردن زن از قید و بند ازدواج توصیف شده است. طلاق در اسلام، از جهت مبغوض و منفور بودن نزد مسلمانان و عدم آن در سنت اعراب جاهلی متفاوت دانسته شده است. از پیامبر اسلام روایت شده است که طلاق منفورترین حلال است و بر این اساس قرآن به مردان مسلمان سفارش می‌کند که از طلاق همسرانشان خودداری ورزند؛ و سازش را بهتر دانسته است. با ظهور اسلام، مسائله طلاق زنان که تا پیش از آن امری آسان تلقی می‌شد را برای رفاه بیشتر زن و فرزندان بهبود بخشید.
تعالیم اسلامی، برخی از انواع طلاق که در فرهنگ جاهلیت مرسوم بود را منسوخ اعلام کرد و برخی دیگر را با تغییراتی، تأیید کرد. طلاق رجعی از انواع طلاق اسلامی است که در سنت جاهلیت نیز مرسوم بوده است. در این نوع طلاق، نداشتن علاقه به ادامه زناشویی از جانب مرد است و بر او لازم است تا مهریه را به‌طور کامل پرداخت کند و تا ایام عده، هزینه‌های زن را بپردازد. در این نوع طلاق، مرد حق رجوع بر زن خود را دارد و با رجوع، طلاق ملغی می‌شود. تعداد طلاق و رجوع در اسلام، محدود به دو مرتبه شده است و پس از طلاق مرتبه سوم، دیگر رجوع معتبر نیست و برای رجوع نیاز به محلل — ازدواج زن با مردی دیگر و طلاق از او — لازم دانسته شده است. نوع دیگر طلاق در اسلام، طلاق بائن است که حق رجوع در آن وجود ندارد. طلاق زنی که با او رابطه جنسی برقرار نشده است، طلاق زن یائسه، طلاق زنی که حیض نمی‌بیند و طلاق خلع از جمله طلاق‌های بائن برشمرده شده است. طلاق خلع نیز از طلاق‌های مرسوم عرب جاهلی بود که در اسلام تأیید شد، بر این اساس، زن در صورت عدم علاقه به ادامه زناشوئی، با پرداخت مالی — همچون بخشیدن مهریه — رضایت شوهر را برای طلاق کسب می‌کند. این نوع طلاق از جنبه اقتصادی برای زن، مناسب نیست. طلاق ظهار، عضل و ایلاء از طلاق‌های مرسوم جاهلیت بود که اسلام آنها را به‌طور کامل منع کرد. بر اساس فقه شیعی، عقد ازدواج موقت به طلاق نیازی ندارد و تنها از جانب مرد فسخ می‌شود.
طلاق از اختیارات مخصوص مرد در اسلام است و مرد با توجه به حق طلاقی که از جانب شرع دارد، می‌تواند زن خود را در حضور دو شاهد، بدون تشریفات رسمی، طلاق دهد. بر اساس دستورهای قرآنی، طلاق تا بعد از کامل شدن سه دوره حیض زن، کامل نخواهد شد. در طول این مدت — که اصطلاحاً عده نام دارد — زن باید در خانه شوهر باقی بماند و شوهر نیز موظف به تأمین مخارج اوست. هدف از این حکم، دادن فرصت انصراف به شوهر و اطمینان از عدم بارداری زن است. در صورت حامله بودن زوجه، تکمیل فرایند طلاق تا پس از زایمان، به تعویق می‌افتد. مسئله عده از احکام خاص زنان است و مردان پس از طلاق، می‌توانند بدون فاصله ازدواج نمایند. بر اساس قوانین اسلامی، زن حق انصراف از طلاق همسرش را بیش از سه مرتبه ندارد و در مرتبه سوم، زن باید به عقد مرد دیگری درآید و پس از طلاق از او، می‌تواند مجدد با همسر سابق ازدواج نماید. زنان اگر در عقدنامه آنها شرط طلاق را داشته باشند، می‌توانند مستقلاً اقدام به طلاق نمایند و در غیر این صورت برای اقدام به طلاق، به دادگاه‌های شرع مراجعه می‌کنند. این امتیاز، از مواردی است که بیشتر زنان مسلمان از آن اطلاع ندارند. در خصوص حکم طلاق بین شیعه و سنی در خصوص لزوم شاهد در هنگام صیغه طلاق، اختلاف گزارش شده است و شیعیان شاهد را الزامی و از شرایط طلاق و در مقابل، اهل سنت آن را غیر ضروری دانسته‌اند. در تعالیم اسلامی، مرد نمی‌تواند برای محروم کردن همسرش از ارث، او را طلاق دهد و همچنین نمی‌تواند برای تصاحب اموال او، به او تهمت فحشا بزند. همچنین در قرآن از رها کردن زن بدون پرداخت مهریه و از نگه‌داشتن زن طلاق داده شده برای آزارش منع صورت گرفته است.
از آنجا که حق طلاق به صورت پیش‌فرض در شریعت اسلام به مرد محول شده است، اما زن نیز می‌تواند در شرایطی، صاحب حق طلاق باشد. از جمله آنکه در امر طلاق از شوهر وکالت کسب کند یا آنکه بتواند در عسر و حرج بودنش را نزد قاضی به اثبات برساند. همچنین زن می‌تواند عقد ازدواج را با نقض یکی از شرایط آن، در یک دادگاه باطل نماید. برای مثال، اگر شوهری برای مدت طولانی، قادر به برقراری رابطه جنسی با همسر خود نباشد، با توجه به یکی از شرایط اصلی بودن این بند در ازدواج، زن قادر به فسخ قرارداد ازدواج است. این امتیاز برای هر دو طرف زن و مرد صادق است. بر مبنای قانون حقوقی ایران، حتی اگر مرد پس از عقد دچار بیماری در مورد روابط جنسی بشود و نتواند رابطه برقرار کند، حق فسخ عقد برای زن محفوظ است. در مقابل این حکم، عیوبی که برای زن بعد از عقد پیش بیاید که مانع رابطه جنسی یا یکی از ملزومات عقد ازدواج بشود، مرد حق فسخ عقد را ندارد. از دیگر دلایل طلاق که زن می‌تواند در دادگاه اقامه نماید، بدرفتاری شوهر، ترک خدمت یا عدم حمایت از زن می‌باشد.

## جایگاه زن مسلمان در خانواده
با ظهور قرآن در عصر جاهلیت، «خانواده» جایگزین «قبیله» به عنوان واحد اساسی جامعه عربی شد و به عقیده اندیشمندان مسلمان، این یکی از بزرگ‌ترین نوآوری‌های اسلام بود و امروزه خانواده هنوز نهاد اصلی سامانهٔ اجتماعی در جهان اسلام است. خانواده در اسلام از بنیادی‌ترین نهادهای جامعه دانسته شده است و هر خانواده، سلولی از پیکره اجتماع توصیف می‌شود. الزام به محترم دانستن قراردادهای خانوادگی از سوی «زوجین»، «قانون» و «جامعه» از تاکیدات اسلام است. از جمله عوامل ماندگاری خانواده در اسلام، تدین و محبت عنوان شده است. مانند بسیاری از جوامع دیگر، خانواده در کشورهای دارای اکثریت مسلمان فقط به مدل هسته‌ای متشکل از والدین و فرزندان محدود نمی‌شود، بلکه در عوض معمولاً از یک شبکه بزرگتر شامل پدربزرگ، مادربزرگ، عمه، خاله، دایی، عمو و فرزندان آنان تشکیل شده است.
اسلام در ترسیم جایگاه زنان در خانوده، آنها را امانت الهی، مظهر زیبایی، محبوبیت، بی‌نیازی، مظهر ظرافت و حساسیت و نقطه اتکاء در مسائل روحی و معنوی معرفی می‌کند و از زن به عنوان عنصر اصلی تشکیل خانواده یاد می‌کند. بر اساس آموزه‌های اسلامی، زنان نسبت به مردان پیچیدگی بیشتری از نظر ذهنی و عاطفی دارند و به آرامش بیشتری در زندگی احتیاج دارند. بر همین اساس مسئولیت‌های خانوادگی زنان نسبت به مسئولیت‌های بیرونی او اولیت داده شده است. با این وجود زن می‌تواند کار و دریافت دستمزد داشته باشد اما به نوشته سیدحسن نصر، در جامعهٔ اسلامی هرگز چنین تصور نمی‌شود که کار در یک دفتر، اهمیت بیشتری از تربیت فرزندان داشته باشد و دسترسی فرزند به مادر به صورت تمام وقت، ارزش بیشتری از بسیاری از حقوق امروزی دارد. علاوه بر آن، اسلام به تساوی میان فرزندان دختر و پسر تأکید دارد و از اختلاف قائل شدن بین آنها نهی کرده است. بر اساس روایتی از محمد، پسران نعمت و دختران برکت توصیف شده‌اند.
در روایات اسلامی به جایگاه مادر بسیار پرداخته شده است. رعایت حقوق والدین از آموزه‌های اساسی اسلام تلقی می‌شود که پس از توحید، مهم‌ترین عمل به‌شمار می‌آید و در این میان به جایگاه مادر توصیه بیشتری شده است. در روایتی از علی بن موسی الرضا، حق مادر از لازم‌ترین حق‌ها عنوان شده است. همچنین در روایتی از محمد، بهشت در زیر پای مادران توصیف شده است و در روایتی دیگر، محمد در تشریح حکمی شرعی می‌گوید: «مسلمانان به‌هنگام نماز مستحبی، اگر با فراخوان پدر مواجه شدند حق شکستن نماز را ندارد و در عوض اگر مادر آنها را در هنگام نماز مستحبی فراخواند، موظف به شکستن نماز و پاسخ به مادر هستند.» در روایتی دیگر نیز از محمد منقول است که زنان، رئیسان خانه‌هایشان هستند. پیامبر اسلام اظهار داشت اگر زنی در هنگام زایمان بمیرد شهید و پاداش شهادت بهشت است. بر اساس آموزه‌های اسلامی، نافرمانی از پدر و مادر از بزرگ‌ترین گناهان به‌حساب می‌آید.

### حضانت و نگهداری از فرزندان
همین‌طور حقوق کمتر زن نسبت به مرد در مسئله حضانت فرزند از دیگر اختلاف‌های بین احکام زن و مرد است. در مورد مسئله حضانت اطفال نیز بر اساس قانون حقوقی ایران، فرزندان دختر یا پسر تا ۷ سالگی تحت سرپرستی مادران قرار دارند و پس از آن حق سرپرستی به پدران تعلق می‌گیرد و در صورت اختلاف بین مادر و پدر در ۷ سالگی، دادگاه مصلحت طفل را سنجیده و ادامه حضانت را به یکی از طرفین پدر یا مادر می‌سپارد.
یکی از احکام متفاوت بین زن و مرد در شریعت اسلام، نداشتن ولایت مادر بر فرزند در صورت وجود پدر یا جد پدری است. در اسلام فرزندان حتی در ازدواج‌های موقت نیز به رسمیت شناخته می‌شوند و پدر موظف به نگهداری از آنهاست. از مسائل حقوقی مربوط به ازدواج، حق ولایت پدر بر دختر باکره است. دختران باکره بدون اجازه پدر حق ازدواج ندارند و پدر نیز نمی‌تواند بدون رضایت دختر، او را به عقد کسی درآورد. همچنین در صورتی که پدر در مخالفتش با ازدواج دختر باکره‌اش دلیل موجه‌ای اقامه نکند، حق ولایتش ساقط خواهد شد. اگر مرد و زنی در خصوص همسری یکدیگر دچار اختلاف باشند، احکام زوجیت بر مدعی ازدواج بار می‌شود. همچنین اگر کسی مدعی ازدواج با زنی باشد که به عقد مرد دیگری درآمده باشد، ادعایش معتبر نیست تا آنکه اقامه بینه کند.

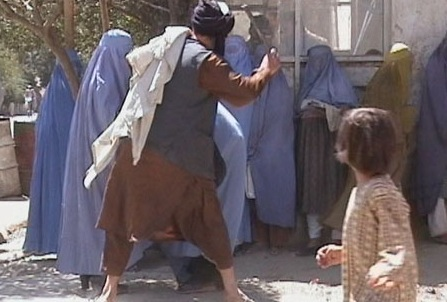
خشونت طالبان در افغانستان علیه زنی که در ملاء عام برقع از سر برداشته است.

### خشونت خانگی
خشونت خانگی به معنای اعمال خشونت بین دو فرد که رابطه خانوادگی یا صمیمی با هم داشته باشند گفته می‌شود که اعم از پرخاشگری، حمله‌های فیزیکی، روحی و روانی و اقتصادی است. این نوع خشونت بین زن و مرد، برادر و خواهر، والدین و فرزندان صورت می‌گیرد. امروزه در کشورهای عربی مسلمان خشونت‌های خانگی بیشتر به شکل اخراج همسران از خانه، ازدواج‌های اجباری و قتل‌های ناموسی نمایان می‌شود. اما در خصوص خشونت خانگی در کشورهای فارسی‌زبانی چون ایران و افغانستان، اطلاعات و آمار مشخصی منتشر نشده و تحقیقی صورت نگرفته است. در افغانستان با وجود جنگ‌های داخلی و افزایش فقر و آوارگی، گزارش سازمان‌های غیردولتی نشان از افزایش خشونت‌های خانگی دارد. بر اساس گزارشی که در سال ۱۹۹۵ در ایران منتشر شده است، ۸۵ درصد از خشونت‌های خانگی در ایران، توسط مردان و ۱۵ درصد توسط زنان صورت می‌گیرد.

## زندگی دینی زنان مسلمان
از منظر اسلام، وظایف و مسئولیت‌های شرعی و فردی زن و مرد یکسان ترسیم و پاداش و و مجازات آن‌ها در آخرت برابر دانسته شده است. در موضوع زندگی دینی، اسلام از برابری زن و مرد سخن گفته است؛ این مسئله در آیه ۳۳ سوره احزاب مورد اشاره قرار گرفته است. در پایان این آیه آمده است: «خدا برای همه ایشان (اعم از زنان و مردان) آمرزش و پاداش بزرگ فراهم ساخته است.»

### تفکیک جنسیتی
در موضوع تفکیک جنسیتی، اسلام قانون محرم و نامحرم را وضع کرده است. در مورد این حکم، دو رویکرد سختگیرانه و سهل‌گیرانه وجود دارد. بر اساس دیدگاه سخت‌گیرانه؛ هرنوع ارتباط بین زن و مرد جز در موارد ضروری ممنوع است و به جهت خطرناک بودن این رابطه، عقل حکم می‌کند که این دو جنس از همدیگر دور باشند. این دیدگاه بر این باور است که ارتباط این دو جنس می‌تواند سبب جرقه‌هایی بشود که کنترل آنها از دست دو طرف خارج باشد. معتقدان به این رویکرد، از روایت‌هایی برای اثبات مدعی خود استفاده می‌کنند که در آنها زنان و مردان را به جدایی از هم توصیه کرده است. در نقطه مقبل، رویکرد سهل‌گیرانه بر این باور است که تفکیک جنسیتی و ایجاد محدودیت یا ممنوعیت ارتباط بین زن و مرد، باعث برانگیخته شدن حساسیت، افزایش التهاب و اشتیاق به جنس مخالف می‌شود. دیدگاه سومی که این دو دیدگاه را افراطی و تفریطی خوانده است، بر این باور است که ارتباط زن و مرد نه باید آنچنان سختگیرانه باشد و آن چنان سهل‌گیرانه. با این وجود، ارتباط میان زن و مرد در اسلام در حالت عادی جایز شمرده شده است. بر اساس آموزه‌های اسلامی، روابط زن و مرد باید به گونه‌ای باشد که تمتعات جنسی در آن نقشی نداشته باشد. تأکید به فراهم آوردن فضای رقابتی در بین پسران، یاد دادن اصول خانه‌داری به دختران و ممنوعیت مردان و زنان از تشبه به همدیگر در پوشش و برشمردن وظایف مشخص هر کدام و… همگی از تدابیر اسلام برای تشریع و رسمیت‌یافتن این تفکیک جنسیتی است. طباطبایی از اندیشمندان مسلمان بر این باور است که این تفکیک جنسیتی، ناشی از تفاوت‌های فیزیولوژیک زن و مرد است. به گزارش دانشنامه زنان و اسلام، این احتمال داده شده است که تفکیک جنسیتی در اسلام، برای جلوگیری از تضعیف حقوق گروه ضعیف اعم از یتیمان، فقیران، زنان و اسیران در جامعه مردسالارانه مکه در صدر اسلام بود که توسط حاکمانی قدرتمند از جهت قدرت و ثروت اداره می‌شد.
در آموزه‌های اسلامی، مکان عمومی و خصوصی تعریفی ویژه دارد و بسته به افراد حاضر در آن مکان، تعریف می‌شود. برای نمونه، خانه برای یک زن در صورتی که محارم در آن باشند، یک مکان خصوصی است؛ اما اگر مردی نامحرم به خانه وارد شود، بخشی از خانه مکان عمومی تلقی می‌گردد. این دیدگاه، بر سبک زندگی و معماری خانه‌ها نیز تأثیر گذاشته است به گونه‌ای که بخش‌هایی در خانه‌ها به صورت عمومی تعریف می‌شدند و مردان محرم در خانه می‌توانستند با مردان نامحرم تعاملات خود را در آن ناحیه از منزل داشته باشند. این جداسازی در خانه، در منازل فقرا بیشتر با پرده صورت می‌گرفت. در باور حنبلی‌ها، حضور زن خارج از منزل، به شدت نهی شده است. ابن جوزی در این خصوص زنان را توصیه به ماندن در خانه می‌کند. از احکام خروج زنان در اسلام حنبلی، گرفتن اذن شوهر برای خروج از منزل، راه رفتن از کنار و نه وسط جاده‌ها و منع از پوشیدن لباس‌های جذاب است. به عقیده سنبل این قوانین شرعی مخالف با گزارش‌های تاریخی از حضور زنان در نماز و مساجد، حضور در جنگ‌ها و بیان نظراتشان با صدای بلند در صدر اسلام است.

### قیامت و آخرالزمان
بر اساس گزارش منابع روایی شیعه، پنجاه نفر از سیصد و سیزده نفر یاران مهدی موعود در آخرالزمان، زنانی هستند که به سپاه او می‌پیوندند.
محسن کدیور در تحقیقی سعی کرده است تا حقوق زنان در قیامت که در منابع اسلامی مورد اشاره قرار گرفته است را بررسی کند. وی اساس تحقیق خود را بر جسمانی بودن معاد گذاشته است و می‌گوید، اگر معاد را روحانی بدانیم، این سخن جایی ندارد. بر این اساس، وی معیار قرآنی ثواب و عقاب در قیامت را «ایمان و عمل صالح» عنوان می‌کند که جنسیت هیچ نقشی در آن ندارد. در این خصوص آیاتی از قرآن صراحت دارند که زن و مرد بودن در بهشتی یا جهنمی بودن تأثیری ندارد. از این دست آیات می‌توان به آیه ۱۲۴ سوره نساء و آیه ۴۰ سوره مومن اشاره کرد. در پاداش زنان و مردان بهشتی، در باور اسلامی، تداوم ازدواج صالحان گزارش شده است و صالحان ازدواج دنیایی خود را در بهشت از سر می‌گیرند. در این ازدواج اخروی، تمایل هر دو طرف نیز لازمه این ازدواج عنوان شده است. در قرآن از موجوداتی با نام «حوری» یا «حورالعین» یاد شده است که زنان بهشتی توصیف شده‌اند. صفات این موجودات بهشتی عبارتند از نجابت، عفاف، زیبایی، جوانی، دوشیزگی و کمال. در کنار حوری‌های بهشتی، در آیه ۲۴ سوره طور از موجودی دیگر به نام «غلمان» یاد شده است که به عقیده برخی مفسران قران چون آلوسی و کاشانی، شوهران بهشتی برای زنان بهشتی هستند. در آیات دیگر نیز به «ازواج مطهر» برای عموم بهشتیان اعم از مرد و زن اشاره شده است. کدیور معنای «غلمان» را پسران بهشتی عنوان می‌کند. در اینکه این موجود همچون حورالعین، آفرینشی غیر از آفرینش انسان داشته باشد، مطلب واضحی در دست نیست و برخی روایات آنها را فرزندانی از انسان دانسته‌اند. از آنجا که این دو نعمت، برای مردان توصیف شده‌اند، برخی بر این باورند که در تعالیم اسلامی و خصوصاً قرآن، تبعیضی علیه زنان شکل گرفته است و بهشت زنان به درستی توصیف نشده است. در مقام پاسخ به این ایراد، چند پاسخ مطرح می‌شود که بهترین پاسخ از دیدگاه کدیور، پاسخ عرفانی است. بر این اساس، حورالعین یک نعمت بهشتی برای درجه‌ای از درجات بهشت است که مورد مطلوب همگان نیست و در درجات بالاتر بهشتی، نعمات از جانب بندگان خلق و ایجاد می‌شوند. به تشریح مراتب بهشت، تساوی کامل برای زن و مرد در بهشت به درستی ترسیم می‌شود. یکی از تعلیل‌های دیگر در این باره، رعایت جغرافیای سخن در آیات قران است به طوری که نزول قران در جامعه‌ای مردسالارانه چنین اقتضاء می‌کند که برخی از نعمات الهی در بهشت برای زنان، مطرح نشود.

## مسائل علمی و فرهنگی

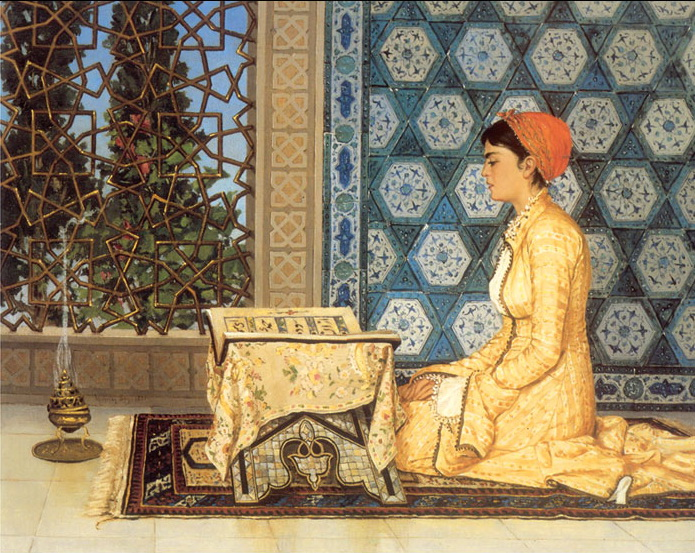
دختری در حال تلاوت قرآن، نقاشی سال ۱۸۸۰ اثر عثمان حمدی‌بیگ

به گزارش روث رودد، با این وجود در میان مفسران کلاسیک قرآن، زنی گزارش نشده است. اولین مفسر قرآن از میان زنان، عایشه الرمان است. بر اساس آموزه‌های اسلام، هیچ برتری برای مردان نسبت به زنان در مسئله آموزش وجود ندارد. با توجه به اینکه محمد به علم آموزی زنان و مردان اهتمام داشت، دستوراتی مبنی بر تدریس به کنیزان نیز داده بود. به گزارش منابع اسلامی، در زمان درگذشت محمد، عالمان زن بسیاری وجود داشتند. بلاذری از میان زنان مسلمان صدر اسلام به ام کلثوم بنت عقبه، عایشه بنت سعد، کریمه بنت مقداد، و ام ورقه بنت عبدالله بن حارث اشاره می‌کند که خواند و نوشتن می‌دانستند. محمد نیز در روایاتی به علم‌آموزی زنان تأکید یا از آن تقدیر می‌کرد. در روایتی از محمد، او زنان انصار را به جهت پرسش‌هایشان می‌ستاید و به جهت آنکه شرمشان مانع از پرسش‌هایشان نمی‌شود، تقدیر می‌کند. بر اساس گزارشی در صحیح بخاری، پیامبر اسلام روزی را مخصوص تعلیم زنان از تعالیم اسلامی اختصاص داده بود. بر اساس روایتی از محمد، طلب علم بر هر مسلمان اعم از زن و مرد واجب شرعی است. محمد در مقابل تدریس آموختن خواندن و نوشتن توسط لیلی بنت عبدالله به همسرش حفصه، به او یک خانه عطا کرد و به همسرش حفصه دستور داد تا به دیگر همسرانش نیز سواد بیاموزد. در گزارش دیگری، محمد از یکی از استادان وقت عربستان به نام شفا می‌خواهد تا به همسرش، خط بیاموزد. همچنین از شاگردی فضه، اسماء و رقیه نزد فاطمه زهرا گزارش‌هایی وجود دارد. آموزگاری زنان، محدود به شاگردان زن نبود و در منابعی از حضور مردان نزد زنان و سؤال و جواب‌هایی نیز یاد شده است.
زنان مسلمان علاوه بر حوزه تحصیل و تدریس در موضوع خواندن و نوشتن، به استماع و نقل حدیث نیز مشغول بوده‌اند. بر اساس روایات اسلامی، زنانی در صدر اسلام، در نقل و حدیث «متن قرآن» نیز نقش داشته‌اند. زنان در این دوره، به آموختن قرآن و قرائت آن مشغول بودند. علی شیرازی در زنان نمونه نام ۶۸ زن حدیث‌شناس مسلمان را گزارش می‌کند که نقل روایت داشته‌اند. صادق اردستانی نیز در زنان دانشمند به ۱۵۰ راوی زن اشاره می‌کند که در سدهٔ نخست هجری زندگی می‌کردند. بنابر گزارش‌های متعددی، فاطمه زهرا بیش از ۱۸ تا ۲۱۳ روایت از محمد نقل کرده است و حسن بن علی، حسین بن علی، علی بن ابی‌طالب، عایشه و انس بن مالک نیز از فاطمه نقل روایت داشته‌اند. بنابر گزارش‌هایی اسماء بنت یزید بن سکن از محمد بیش از ۸۰ روایت؛ ام سلمه بیش از ۳۷۸ روایت و عایشه نیز روایات بسیاری را از محمد نقل کرده‌اند. نفیسه دختر علی بن ابی‌طالب نیز دیگر زنان صدر اسلام بوده است که به عنوان فقیه و متلکم از او یاد شده است. ابن سعد در این خصوص برای محمد ۵۲۹ صحابه زن گزارش می‌کند که ۹۴ نفر از آنها راوی حدیث بوده‌اند. صحابیات محمد، از بابت نزدیکی به پیامبر اسلام و استماع حدیث برای مسلمانان اهمیت دارند. تعداد صحابیات محمد در کتاب الاصابه ابن حجر، ۱۵۵۱ نفر عنوان شده است و در طبقات ابن سعد تعداد ۶۲۹ نفر یاد شده‌اند.
وضعیت حضور زنان در امور مربوط به خود از جمله تحصیل، پس از صدر اسلام رو به کاهش و افول گذاشت. انزوای زنان مسلمان در دوره‌هایی، سبب شد تا آگاهی آنان نسبت به حقوق خود محدود باشد و از همین رو، عملاً امکان بهره‌وری از حقوق خویش را از دست بدهند. با این وجود در دوره‌های مختلف اسلامی، روند تحصیل زنان دچار درگوگونی شد تا در دوره اخیر که تلاش‌هایی در جهان اسلام برای ارتقاء جایگاه زنان صورت پذیرفت. با وجود جهش‌هایی در دهه‌های اخیر، اما در منطقه خاورمیانه همچنان فرصت تحصیل زنان به مراتب از مردان عقب‌تر توصیف شده است. نگاه سلفیت نسبت به تحصیل زنان مسلمان، تا اوایل دهه ۱۹۶۰ میلادی با مخالفت‌هایی همراه بود که با دسترسی آنان بر منابع درسی و مدیریت مدارس زنانه، با آن موافقت کردند. در مقابل سلفی‌های جهادی اعم از داعش و القاعده به‌طور کلی با تحصیل زنان مخالف بوده و آن را بی‌عفتی می‌دانند. در جهش علمی زنان در جوامع مسلمان، زنان عربستانی در زمینه حضور زنان در آموزش‌های عالی، گام‌های بلندی برداشته‌اند. در قطر از سال ۱۹۹۹ زنان بیش از ۷۰ درصد از دانشجویان را شکل داده‌اند و این نسبت در بحرین به ۶۰ تا ۶۵ درصد می‌رسد. این آمارها در کشورهایی چون مصر و ایران با رشد بیشتری همراه بوده است و در کشورهایی چون افغانستانِ در سیطره طالبان، رشد کمتری داشته است. بر اساس آمارها مربوط به سال ۱۹۹۱ میلادی، نرخ بی‌سوادی در میان زنان در افغانستان ۸۶ درصد، پاکستان ۷۸ درصد، مصر ۶۶ درصد و ایران ۵۶ درصد بوده است. امروزه زنان مسلمان در مدارس تخصصی دینی تحصیلات عالیه داشته و به درجات بالای علمی دست می‌یابند و برخی از آنها حتی به درجه افتاء دست می‌یابند.
از آنجا که اسلام یک جنبش فرهنگی محسوب می‌شد، نقش زنان از حیث فرهنگی در ارتقاء سطح فرهنگ جامعه نیز قابل توجه و بررسی است. در این میان، تبلیغ اسلام توسط زنان از امور فرهنگی صورت گرفته توسط آنان به‌شمار می‌رود. در منابع اسلامی از تلاش‌های ام رومان برای مسلمان کردن فرزندش یاد شده است. همچنین از مسلمان شدن جمعیت زیادی توسط خنسا بنت عمرو بن شریه یاد شده است.

## مسائل مالی، حقوقی و کیفری

### استقلال مالی و شغلی
مطابق قرآن، زن و مرد هر دو از موقعیت اقتصادی مستقل برخوردارند. و مالک تمام درآمد خود هستند. بنابراین زنان در خرید و فروش، رهن، اجاره، قرض و عقد قرارداد، تأسیس شرکت و کلیهٔ امور مالی آزادند. پس از ظهور اسلام، زنان مناصب اقتصادی نیز دریافت می‌کردند. بر اساس گزارش‌ها، محمد، سمراء بنت نهیک الاسدیه را به امور مالی مکه منصوب کرد و او در مواردی به متخلفان بازار مکه، شلاق می‌زد. به‌طور کلی و بر اساس آموزه‌های اسلام، زنان می‌توانند صاحب شغل باشند اما تا جایی که این شغل باعث نادیده‌گرفتن وظایف آنها در خانه نباشد یا به حیثیت او آسیب نزند. در اینباره زنان در مواردی از محمد کسب تکلیف در خصوص شغل‌ها و شیوه اداره کسب و کارهایشان می‌پرسیدند. در طبقات الکبری از زنی به نام قیله انماریه یاد شده است که از شیوه چانه‌زنی در معامله از پیامبر اسلام سوالاتی می‌پرسد. در خصوص تجارت زنان در عربستان صدر اسلام آورده‌اند که زنان به شغل‌هایی چون ریسندگی، خیاطی، زنبیل‌بافی، کشاورزی، آرایشگری، چوپانی، بازرگانی، طبابت، پرستاری و خدمتکاری مشغول بودند. در روایتی از اسد الغابه، به خرید عطر توسط محمد از زنی به نام ملیکه یاد شده است. علت غزوه بنی‌قینقاع نیز توهین به یک زن مسلمان دست‌فروش در بازار مدینه عنوان شده است. در روایتی دیگر از محمد، وی به زنان جوان اجازه می‌دهد تا برای تأمین مایحتاج خود، پس از مراسم عید فطر و قربان، بساط کنند. همچنین زنان نسبت به مردان، از استقلال مالی بیشتری برخوردار هستند و با وجود آنکه مردان باید هزینه‌های زنگی را تأمین کنند، زنان می‌توانند آزادانه ثروت خود را خرج نمایند. با این وجود، مشکلاتی چون دستمزد نابرابر، بی‌اعتمادی به کارفرمایان مرد، کمبود امکانات نگهداری از کودکان، امتناع شوهر از سهیم شدن در امور خانه و سرزنش‌های عمومی در مورد کار زنان از معضلات زنان شاغل در جامعه‌های مسلمان است.

### مسائل حقوقی

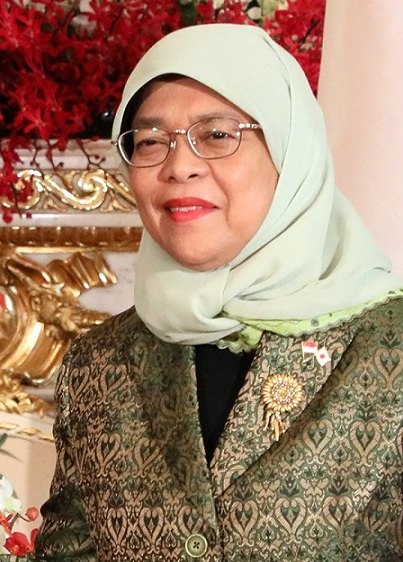
حلیمه یعقوب رئیس‌جمهور کنونی سنگاپور

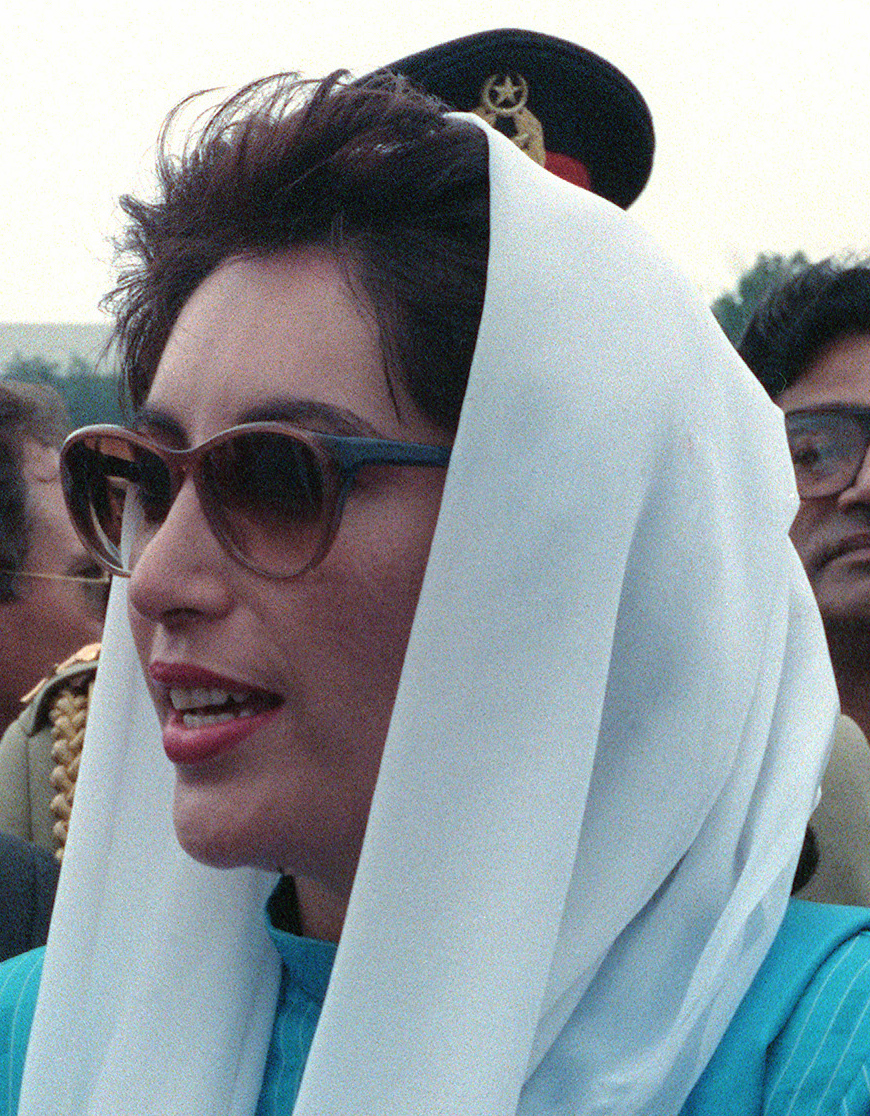
بی‌نظیر بوتو، نخست‌وزیر پاکستان در دو دوره (۱۹۸۸–۱۹۹۰، ۱۹۹۳–۱۹۹۶) به عنوان اولین زن مسلمان که به مقام نخست‌وزیری در یک کشور اسلامی رسیده است، شناخته می‌شود.

اسلام همواره از جهت تبعیض بین زن و مرد در مسائل حقوقی و کیفری، مورد انتقادهایی قرار گرفته است و چهره‌ای مردسالارانه به دین اسلام داده شده است. با این وجود امروزه کشورهای اسلامی، از جهت رویکرد قانون‌گذاری نسبت به حقوق خصوصی زنان؛ به سه دسته تقسیم می‌شوند. گروهی از آنها بدون تعهد نسبت به رعایت احکام شرعی قوانین ممنوعیت کلی تعدد زوجات و اعطای حقوق مساوی به زن و مرد در مباحث حضانت و طلاق را تصویب کرده‌اند. در نقطه مقابل نیز، معدود کشورهایی از هرگونه تغییر در احکام حقوقی، قضایی و جزایی در مسائل مربوط به زنان، برخلاف آنچه در احکام شرعی آمده است، خودداری کرده‌اند. اما در این میان، بسیاری از کشورهای اسلامی، دو رویه را در پیش رو گرفته‌اند. اول آنکه به احکام دینی ملتزم هستند و حقوقی چون تعدد زوجات و حق طلاق را برای مردان، ثابت می‌دانند. و دوم آنکه تلاش‌هایی را برای ایجاد تعادل و تشابه بیشتر میان حقوق زن و مرد از طریق افزایش حقوق زنان با راهکارهایی در فقه همچون گنجاندن حقوقی در شرایط ضمن عقد در عقدنامه‌های ازدواج، پذیرفته‌اند. به هر روی، هنجارسازی بر اساس تحولات روز حقوق بشری، گام مهمی در راستای تحقق حقوق زنان در کشورهای اسلامی بوده است. سازمان همکاری‌های اسلامی، اقداماتی را برای این امر در نظر گرفته است که می‌توان به برگزاری کنفرانس‌های وزاری سازمان همکاری اسلامی در خصوص زنان، تأسیس سازمان توسعه زنان این سازمان و تدوین و تنظیم چندین قطعنامه و برنامه در حمایت از زنان مسلمان، اشاره کرد. بر اساس آمارهای منتشر شده از جانب سازمان همکاری‌های اسلامی، زنان عضو در این سازمان با آمار افزایشی مواجه هستند که نشانگر مسیر مثبت حقوق زنان در فضای کشورهای اسلامی دارد.
به عقیده نصر، تلقی از حقوق زنان در جوامع اسلامی که توسط غربی‌ها صورت می‌گیرد، به جهت عدم در نظر گرفتن موارد اخلاقی و اجتماعی متعددی که در جوامع اسلامی مورد توجه هستند، صحیح نیست. در جوامع عموماً غربی، به اشتباه تصور می‌شود که حجاب زن مسلمان، مترادف با سنت‌گرایی است و نماد انقیاد، ظلم و کنترل اجتماعی زنان مسلمان است. اما حضور زنان مسلمان و با حجاب در زمینه‌های اقتصادی آنها را با دوگانگی مواجه کرده است. اسمیت در این خصوص گزارش می‌کند که زنان مسلمان مدرناسیون را با غرب‌زدگی و سکولاریزاسیون یکی نمی‌دانند و معتقدند که یک زن مسلمان می‌تواند در چارچوب اسلام، نقشی مدرن را ایفا کند. با این همه، انتقادهایی از بابت منزوی شدن زنان پس از حکم حجاب از جانب ناظران غربی صورت گرفته است که با پاسخ دفاعی اندیشمندان مسلمان مواجه شده است. منتقدان بر این باورند که حکم حجاب باعث شد تا قرن‌ها زنان مسلمان از دسترسی به اجتماعات مردانه از جمله مسجد محروم باشند. موضوع ممنوعیت حجاب اسلامی از دیدگاه حقوق بین‌الملل در کشورهای غیرمسلمان که به عضویت کنفرانس اسلامی در نیامده‌اند، یکی از مسائل حقوقی مورد گفتگو در مسائل مربوط به زنان مسلمان است. بر اساس گزارش‌هایی در برخی کشورهای اسلامی نیز ممنوعیت حجاب برقرار است. ترکیه به عنوان کشوری اسلامی است که زنان حق پوشاندن سر خود در ساختمان‌های عمومی را ندارند.
تا پیش از سقوط دودمان پهلوی در ایران، زنان می‌توانستند همچون مردان به منصب قضاوت برسند؛ اما بر اساس قوانین حقوقی جمهوری اسلامی ایران، قضاوت زنان در دادگاه‌ها، به معنای اداره محکمه و صدور رای است، قانونی نیست و زنان از آن منع شده‌اند. با این وجود، پس از تشکیل دادگاه‌های موسوم به دادگاه خانواده، کار زنان در امور قضایی پیشرفتی پدید آمد و برخی زنان توانستند به مناصب دادیاری دیوان عالی و معاونت ریاست دادگستری استان‌ها دست یابند که این انتصاب‌ها بیانگر تغییر در دیدگاه مسئولان قضایی در جمهوری اسلامی ایران دارد. بر اساس قوانین جمهوری اسلامی ایران، زنان از خدمت سربازی معاف هستند. در اسلام، زن، نام خانوادگی خود را حفظ می‌کند و نام شوهر بر او اطلاق نمی‌شود؛ بنابراین، یک زن مسلمان به‌طور سنتی همیشه با نام خانواده خود به عنوان نشانه‌ای از فردیت و هویت حقوقی خود شناخته می‌شود؛ از نظر تاریخی هیچ فرایندی برای تغییر نام زنان در صورت ازدواج، طلاق یا بیوه وجود ندارد.

### مسائل کیفری

ریحانه جباری به اتهام قتل در دادگاه

بررسی‌ها در آراء فقیهان امامیه در مسائل کیفری زنان، چنین می‌نمایاند که مسائل اخلاقی، نمود بیشتری در تعین مسائل کیفری داشته است. یکی از مواردی که در فقه کیفری بانوان مورد توجه فقیهان شیعه قرار گرفته است، نگاه کرامت‌محور به زن است. در همین خصوص، با وجود آنکه دستور اسلام برای اجرای حد کیفری شلاق، برهنه بودن بدن است، اما در خصوص اجرای این حکم برای زنان، پوشیده بودن بدن زن، مورد تأکید قوانین کیفری اسلام قرار گرفته است. از دیگر احکام کیفری که زنان از آن معاف شده‌اند حکم تبعید و تراشیدن موی سر است. در قوانین کیفری اسلامی، عدالت نیز در چارچوب کردار و افعال مرتکبین تعریف شده است. از این عدالت در کیفرگذاری افتراقی در بین زن و مرد استفاده شده است. بر این اساس، برای مثال با وجود آنکه جرم همجنسگرایی از جانب اسلام برای زن و مرد ممنوع شده است، اما در مجازات زنان همجنسگرا با توجه به تفاوت عملکرد آنها با مردان، تخفیف در مجازات‌هایی لحاظ شده است. در اجرای احکام کیفری و جزایی در اسلام، وضع ژنتیکی و فیزیولوژیک زنان نیز لحاظ می‌شود و برای مثال، اجرای احکام کیفری در ایام عادت ماهیانه، نفاس و… به تعویق می‌افتد. از احکام کیفری اختصاصی به مردان که زنان از آن معاف شده‌اند، حکم جزایی تشهیر است. تشهیر به معنای معرفی و شناساندن متهم است و با وجود اختلاف‌های در خصوص شیوه و کیفیت اجرای آن، در معافیت زنان از آن، شکی وجود ندارد. ارتداد نیز دیگر حکم شرعی اسلام است که بر آن مسائل کیفری تدوین شده است. بر اساس قوانین کیفری اسلام، بین حکم کیفری برای ارتداد زن و مرد تفاوت وجود دارد. بر این اساس، حکم مرد مرتد در صورت فطری بودن ارتداد، اعدام و حکم زن مرتد در صورت فطری بودن، حبس تا زمان توبه است. حکم ارتداد در قرآن نیامده است اما در روایات به شدت مورد مذمت قرار گرفته است. بعد از ارتداد نیز زن یا مرد، حق مالکیت خود را از دست می‌دهد و از همسرش طلاق داده خواهد شد.
زنا که با شرط بلوغ، عقل، اختیار، آزاد بودن و علم به حرمت آن، صورت می‌گیرد، تنها با شهادت چهار شاهد یا اقرار در چهار مجلس اثبات می‌شود. در اثبات جرم زنا در محکمه، شاهدان باید در معیارهای مکان، زمان و کیفیت وقوع زنا، شهادت مشابه بدهند و در غیر این صورت، شاهدان به قذف محکوم می‌شوند. بر طبق مبانی شرعی اسلام، بر شاهدان زنا مستحب است که شهادت ندهند و بر قاضی نیز مستحب است تا شاهدان را به ندادن شهادت سوق دهد. حد زنا قتل، سنگسار یا تازیانه است که نسبت به نوع زنا، متفاوت است. در دو آیه از قرآن، مجازات زنا مورد اشاره قرار گرفته است که در یکی حبس ابد در خانه خود و دیگری مجازات صد ضربه شلاق است. با این وجود، اثبات زنا سخت توصیف شده است و نیازمند چهار شاهد است. بر اساس قوانین شریعت اسلام، تهمت‌زنندگان در خصوص زنا، به هشتاد ضربه شلاق محکوم هستند. مجازات سنگسار، در قران مورد اشاره قرار نگرفته است و تنها در روایات اسلامی نقل شده است. بر اساس فقه اسلامی، مجازات سنگسار در خصوص زنان برای زنای محصنه — زنا با زن شوهردار — صورت می‌گیرد. حد زنا با شرایطی، بخشیده می‌شود از جمله آنها ادعای زوجیت از طرفین، اکراه، ادعای شبهه — اشتباه گرفتن زن یا مرد با کس دیگری — و همین‌طور توبه پیش از محکومیت نزد قاضی.
در خصوص حکم تجاوز به زنان از منظر فقه شیعه، در فرهنگ فقه فارسی آمده است که زنای به عنف — به فارسی: تجاوز به زور — حرام و در صورت ارتکاب، متجاوز، چه محصن باشد و چه غیر محصن، محکوم به مرگ است. همچنین بر متجاوز لازم است تا مهرالمثل را نیز به تجاوز شونده بپردازد. همچنین در احکام مربوط به تجاوز آمده است که اگر زن، مرد را به جهت دفاع از خود به قتل برساند، دیه‌ای بر عهده او نیست. در مقابل این حکم، اگر متجاوز، زن باشد و به اجبار، زور یا تهدید، مردی را به زنا مجبور کند، احکام زنای عنف بر او اجرا نمی‌شود.

## مسائل سیاسی، نظامی و اجتماعی

### مشارکت‌های سیاسی
از دیدگاه اسلامی، زنان حق شرکت در زمینه‌های سیاسی، قدرت و حاکمیتی را داند. در تاریخ اسلامی نیز، زنانی گزارش شده‌اند که در زمینه‌هایی چون مبارزه سیاسی، بیعت، هجرت، جهاد و برخی فعالیت‌های اجتماعی نقش داشته‌اند. در قرآن، زنان در کنار مردان به ایفای نقش در فعالیت‌های سیاسی مورد اشاره قرار گرفته‌اند. در خصوص مبارزه با استبداد، قرآن از فعالیت‌های سه زن مرتبط با موسی — مادر و خواهر موسی و زن فرعون — یاد می‌کند که در مبارزه با استبداد فرعون، نقش به‌سزایی ایفا کرده‌اند. با وجود آنکه در آیاتی از قرآن، امر به معروف و نهی از منکر بر زنان نیز واجب شده است، این وظیفه، نظارت بر کارگزاران سیاسی را نیز به زنان محول می‌کند. حضور زنان در مبارزات سیاسی در صدر اسلام برای مقابله با مخالفان اسلام نیز گواهی دیگر بر جواز مشارکت‌های سیاسی زنان مسلمان قلمداد شده است. کشته شدن سمیه، در زیر شکنجه مخالفان مکی محمد، از بارزترین این مصادیق است. علاوه بر آن، زنانی در تاریخ اسلامی با بخشیدن اموالی از خود، در حرکت‌های سیاسی زمان خود نقش آفرینی کردند. خدیجه که با بخشیدن اموالش در راستای تحقق اهداف محمد او را همراهی کرد و رمله که خانه خود را برای توسعه مسجدالنبی در مدینه بخشید از این میان هستند. حضور زنان به عنوان سخنران در مجالس مختلفی همچون سخنرانی فاطمه زهرا در اعتراض به تصرف فدک یا سخنرانی زینب بنت علی در کوفه و شام از جمله این حرکات سیاسی–اقتصادی است. زنان در تاریخ اسلام همچنین در مواردی به افرادی امان‌نامه می‌دادند و این امان‌نامه‌ها توسط محمد و سایر مسلمانان به رسمیت شناخته می‌شد. هجرت نیز به عنوان یکی از مصادیق فعالیت‌های سیاسی در صدر اسلام بود که زنان در آن نقش فعالی داشته‌اند. این حرکت که به گسترش و حفظ پایگاه اسلام منجر شد، با حضور زنان در کنار مردان مسلمان صورت گرفت. در هجرت اول مسلمانان از مکه به حبشه، ۴ زن در کنار ۱۱ مرد حضور داشتند. بعد از آن نیز هجرت دیگری صورت گرفت که مجموع زنان مسلمان در حبشه به هجده نفر رسید. هجرت بعدی، هجرت مسلمانان از مکه به مدینه بود و زنانی چون فاطمه زهرا و فاطمه بنت اسد به عنوان اولین هجرت کنندگان محسوب می‌شوند. همچنین زنان در دوران خلافت خلفای اسلامی به آنان مشورت سیاسی می‌دادند و حتی در مواردی نظرات مخالف خلیفه می‌دادند و از آن نظرات دفاع می‌کردند تا دیدگاه خلیفه را برگردانند.
علاوه بر مشارکت‌های زنان در تاریخ اسلام، زنان مسلمان در فعالیت‌های سیاسی معاصر نیز نقش بسزایی داشته‌اند؛ حضور زنان مسلمان در اعتراضات علیه تصمیمات حکومت پهلوی در ایران مبنی بر تقلید از فرهنگ غربی، از این دست فعالیت‌ها عنوان شده است.

#### امامت، ریاست و رهبری سیاسی
نبوت زنان از دیدگاه برخی از منابع اسلامی، صحیح قلمداد شده است. در موضوع امامت زنان در نماز و جمعه، محمد جمال‌الدین قاسمی از نواندیشان مسلمان، آن را با استناد به آیه همراهی مریم با نمازگزاران، صحیح دانسته است. با این وجود، مسائلی چون احکام حیض، ضعف جسمانی و شرم ناشی از اختلاط با مردان، موانعی است که برای زنان در خصوص شرکت در جماعت مردان عنوان شده است. آرا یوسف قرضاوی — رئیس اتحادیه جهانی علمای مسلمان — بر این باور است که تنها موردی که در زمینه سیاسی به زنان اجازه داده نشده است، مقام امامت عظمی یا رهبری عمومی است. به عقیده او، سایر روایات در ذم رهبری زنان نیز اشاره به این مسئله دارد. او ممنوعیت ریاست زنان بر محکمه‌ها را غیرشرعی می‌داند و به انتصاب شفا بنت عبدالله عدویه توسط عمر بن خطاب به منصب بازرسی و مراقبت از اوضاع بازار شهر استناد می‌کند. همچنین در مواردی، زنان مورد مشورت و داوری قرار گرفته‌اند. به گزارش سامانی، از پژوهشگران شیعه، توصیه خدا به محمد در خصوص مشورت گرفتن از دیگران، مشمول زنان نیز می‌شود. با این وجود در منابعی روایی، از مشورت با زنانی که به بلوغ عقلی نرسیده‌اند، نهی شده است. در این خصوص از مشورت یکی از زنان محمد در خصوص صلح حدیبیه گزارش‌هایی شده است که توسط محمد به اجرا درآمد. در طول تاریخ نیز زنان متعددی از مسلمانان به صورت مستقل حکومت‌هایی را اداره کرده‌اند و تعداد کم آنها به دلیل منع شریعت اسلام نبوده است و این رویه در ادیان دیگر چون مسیحیت نیز گزارش شده است.

#### بیعت و حق رای

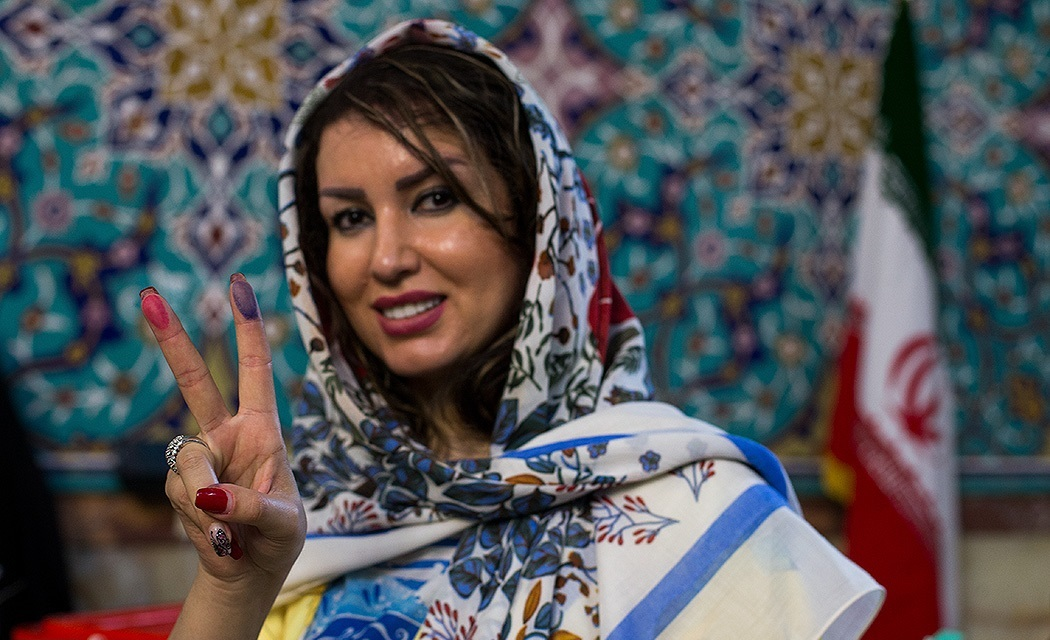
یک زن ایرانی پس از رای دادن در انتخابات ریاست‌جمهوری ایران ۱۳۹۶

در اسلام، محدودیتی برای بیعت با زنان وجود ندارد و قرآن جواز بیعت با زنان را صادر کرده است. در سوره ممتحنه، قرآن به بیعت زنان صریحاً اشاره می‌کند و در تاریخ اسلام نیز زنان در مراسم‌های بیعت‌گیری متعددی چون بیعت عقبه، بیعت اولی و بیعت ثانی حضور داشتند. در این خصوص، ابن سعد نام هفتاد زن را گزارش می‌کند که با محمد بیعت کرده‌اند. بنابر گزارشی دیگر، پانصد زن بعد از فتح مکه با محمد بیعت کردند. بنابر گفته منابع شیعی، زنان در بیعت با محمد و علی در واقعه غدیر خم نیز نقش داشته‌اند. حضور زنانی در بیعت عقبه اولی که اولین بیعت رسمی با محمد بود، سبب شد تا این بیعت را «بیعت النساء» نیز بنامند. فارغ از بیعت‌های گروهی، بیعت‌های فردی نیز با محمد صورت می‌گرفت که عموماً مربوط به بعد از هجرت بود. مهم‌ترین بیعت‌های زنان با محمد به صورت فردی، بیعت ام معبد عاتکه بنت خالد بن خلیف و کعیبه بنت سعد اسلمی بوده است. در خصوص شیوه بیعت زنان با محمد آمده است که بعد از بیعت مردان، تشت آبی می‌آوردند و زنان دستشان را در ظرف آب قرار می‌دادند و در دیگر سو محمد دستش را در آب قرار می‌داد و بیعت صورت می‌گرفت. علاوه بر عصر محمد، زنان با خلفا از جمله علی بن ابی‌طالب نیز بیعت داشتند.

### مشارکت‌های نظامی

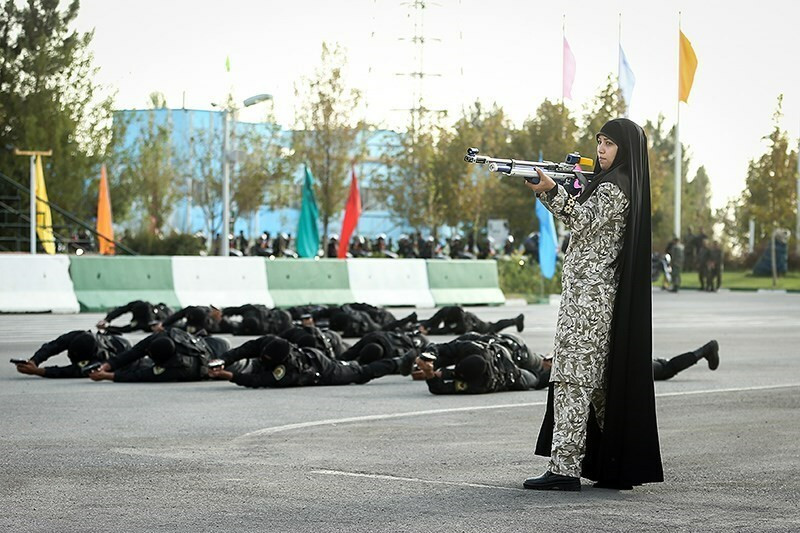
مانور اقتدار یگان‌های ویژه ناجا

با وجود آنکه بر طبق شریعت اسلام، زنان از حکم وجوب جهاد ابتدایی معاف هستند، اما به گواه تاریخ اسلام، نقش‌آفرینی‌هایی را در جنگ‌های اسلام داشته‌اند. در جنگ‌های محمد از زنان بسیاری که در زمینه آب‌رسانی، پرستاری از مجروحان جنگی، تهیه غذا برای جنگاوران و انتقال اجساد کشتگان کمک می‌کردند، یاد شده است. در جنگ احد، از جنگاوری زنی به نام ام عماره یاد شده است که به هنگام فرار لشکریان مسلمان و تنها گذاشتن محمد، از وی با سلاح محافظت می‌کرد. در موراد دیگری نیز از درگیری زنان مسلمان یاد شده است که حمله صفیه دختر عبدالمطلب در جنگ خندق به مهاجمان قبیله بنی‌قریظه از آن دست است. در دیگر جنگ‌ها همچون نبرد کربلا نیز زنان حضور فعالی در جنگ‌های اسلامی داشتند. زینب بنت علی از بارزترین زنان فعال در این زمینه نزد شیعه به‌حساب می‌آید. در تاریخ اسلام همچنین از حضور زنان در مقام فرماندهی سپاه جنگ نیز یاد شده است. عایشه از فرماندهان جنگ جمل بود که در مقابل علی بن ابی‌طالب لشکرکشی کرد. پس از اسارت او نیز علی چهل تن از زنان را به لباس مردانه مجهز کرد و عایشه را با آنها به مدینه فرستاد. بر اساس گزارش منابع اسلامی، زنان در دو جنگ خیبر و بنی‌قریظه نقش فعال داشته‌اند و سهمی از غنایم را نیز کسب کرده‌اند. البته غالباً بهره زنان از غنائم به جهت فعالیت کمترشان در جنگ، کمتر از مردان است. بر اساس گزارش‌هایی، محمد به زنان حاضر در جنگ، از غنائم نصیبی قرار نمی‌داد و آنها را با هدایایی راضی می‌کرد. بر اساس فقه اسلامی، غنائم بر اساس میزان مشارکت جنگجویان تقسیم می‌شود. طبق گزارش‌هایی، زنان همواره در ساقه سپاهیان اسلام قرار می‌گرفتند تا از اسارت و آسیب محافظت شوند. در گزارش‌هایی، از ۳۴ زن که در ۱۲ غزوه محمد شرکت نظامی داشتند به صراحت یاد شده است. در این میان غزوه خیبر با حضور ۲۰ زن و اُحُد با ۱۴ زن، بیشترین مشارکت زنان در غزوات را به ثبت رسانده‌اند. در میان زنان نیز ام سلمه با حضور در ۸ غزوه بیشترین حضور در جبهه‌های اسلام را داشته است. دعوت از زنان برای شرکت در جهادهای ابتدایی — در مقابل جهاد دفاعی — در هیچ فرقه اسلامی مسبوق به سابقه نبوده است اما سلفیان جهادی، برای اولین بار از زنان دعوت کردند تا در «جهاد مقدس» شرکت کنند. رسانه‌ها از نوعی جهاد به عنوان جهاد نکاح یاد کردند که همواره از سوی جریان‌های سلفی تکذیب می‌شود.

«زنان در جامعه اسلامی آزادند و از رفتن به دانشگاه و ادارات و مجلسین به هیچ وجه جلوگیری نمی‌شود. از چیزی که جلوگیری می‌شود، فساد اخلاقی است که زن و مرد نسبت به آن مساوی هستند و برای هر دو حرام است.»

(روح‌الله خمینی، ۱۳۶۸)

### مشارکت‌های اجتماعی

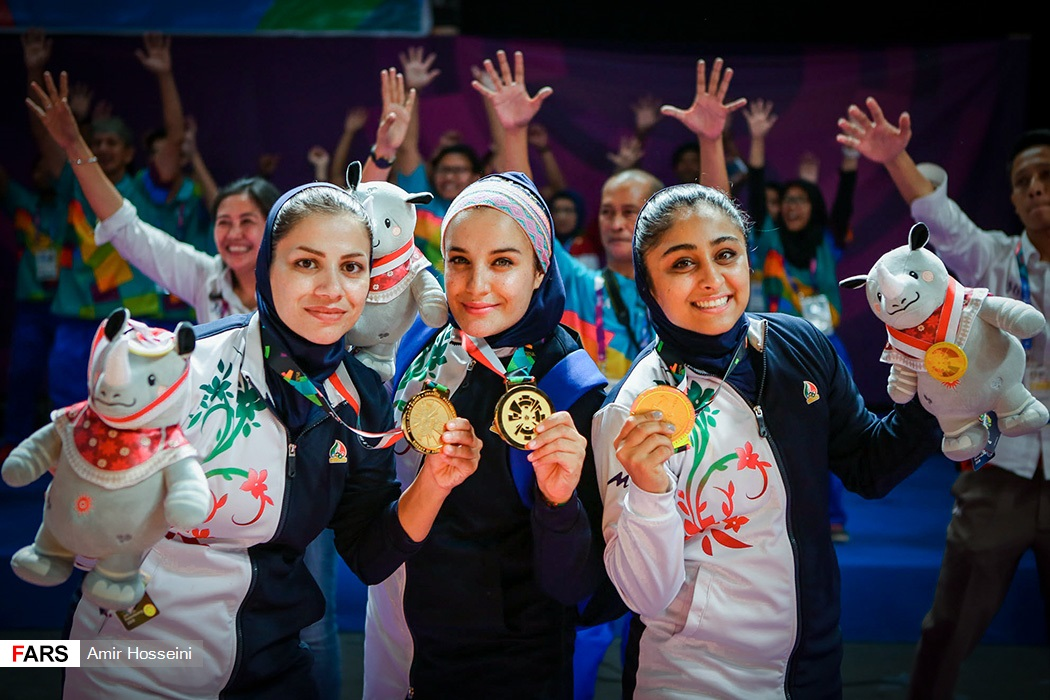
زنان تیم ملی کبدی ایران، در بازی‌های آسیایی جاکارتای ۲۰۱۸

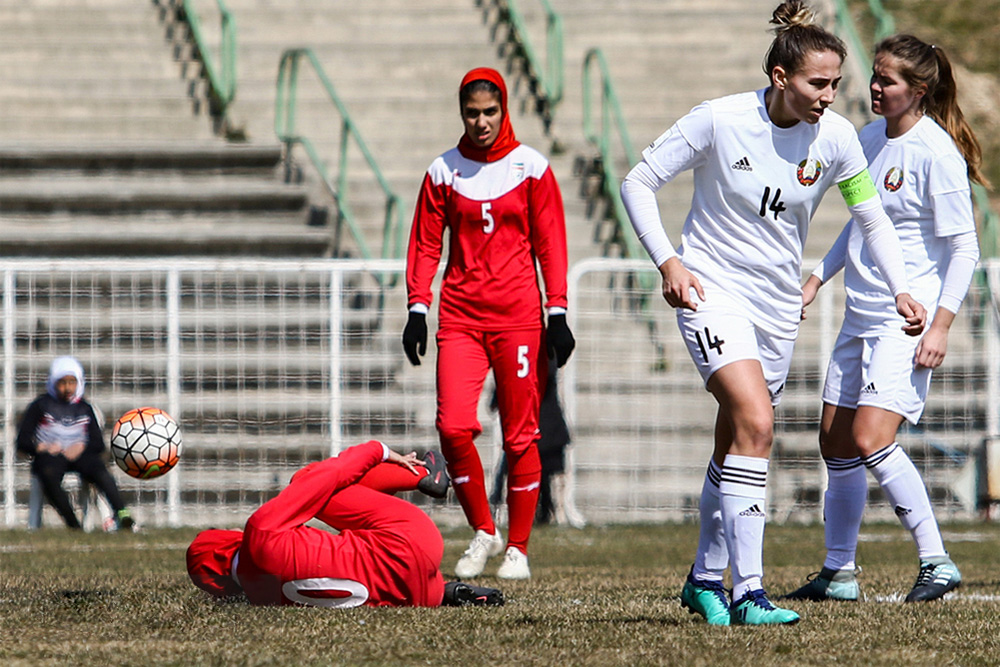
بازی تیم‌های ملی فوتبال زنان ایران و بلاروس در سال ۱۳۹۷

در نظام سیاسی اسلام، علاوه بر اینکه منعی در خصوص فعالیت‌های اجتماعی زنان وجود ندارد، بلکه بر اساس آموزه‌هایی از اسلام، بر نقش اجتماعی زنان تأکید شده است. سنبل در دانشنامه زنان و اسلام، این پدیده را بلعکس ترسیم می‌کند و معتقد است که در متون فقهی و تئوری اسلامی، زنان به منزوی بودن ترغیب شده‌اند اما در جهان اسلام، زنان تاریخ‌ساز بسیاری وجود داشته است. به‌طور کلی دو دیدگاه در اینباره مطرح شده است که بر مبنای یکی از آنها، زنان به عنوان قربانیان درمانده و منفعل به تصویر کشیده شده‌اند و هویت و موقعیت آنان به مردان متکی است و در مقابل دیدگاه دیگری با وجود محدودیت‌های شرعی برای زنان مسلمان، آنان نقش مهمی در جامعه و خانواده برعهده دارند. بنابر گزارش‌هایی، با ظهور اسلام، تحول‌های جدی در رویکرد به نقش زنان در اجتماع به ویژه در قرآن و روایات صورت گرفته است. در اسلام به زنان به عنوان نیمی از پیکره حیات بشری پرداخته شده است. با ورود اسلام به ایران نیز وضعیت زنان با وجود تفاوت‌ها در مناطق شمالی، مرکزی و جنوبی، تغییر رویه‌هایی صورت پذیرفت ولی زنان همچنان در موقعیت مناسبی قرار نگرفتند. این رویه پس از انقلاب مشروطه تغییر کرد و حضور زنان در شغل‌های دولتی افزایش یافت. با انقلاب اسلامی در ایران فرصت‌های جدیدی در خصوص مشارکت اجتماعی زنان شکل گرفت. از نکاتی که در مشارکت‌های اجتماعی زنان از جانب شریعت اسلام مورد توجه قرار گرفته است، عدم آسیب دیدن بنیان خانواده بر اثر مشارکت اجتماعی زنان است. بر همین اساس، الگوی اسلامی مشارکت اجتماعی زنان، ایفای نقش در خانواده به صورت اولویت است تا به واسطه تحکیم خانواده، نقش زنان در حیات اقتصادی و اجتماعی جامعه نیز نمایان باشد. مسئله حجاب و تأثیر آن بر فعالیت‌های اجتماعی زنان نیز مورد توجه منابع تحلیلی قرار گرفته است. در این خصوص حجاب برای زنان مسلمان عاملی برای ناشناس بودن، حفظ حرمت و ایجادکننده شرایط برای حضور در جمع مردان است. میلانی در این خصوص معتقد است که حجاب دیگر نشان‌دهنده جداسازی زنان از مردان نیست و تسهیل‌کننده دسترسی آنان به اجتماع می‌باشد. ورزش بانوان نیز از دیگر فعالیت‌های اجتماعی امروزه آنان به‌شمار می‌رود؛ اسلام در خصوص ورزش بانوان به صورت مشخص، سخنی نداشته است اما به‌طور کلی ورزش را به جهت حفظ سلامتی توصیه کرده است. از این اطلاق‌ها در روایت می‌توان جواز ورزش بانوان را برداشت کرد. مواردی چون اختلاط زنان و مردان، نگاه به نامحرمان و حجاب و پوشش اسلامی از چالش‌های ورزش بانوان در کشورهای اسلامی بوده است.

#### سلفیت
در حوزه فعالیت‌های اجتماعی زنان، سلفیت دیدگاه متفاوتی از دیگر جریان‌های فکری مسلمان از خود نشان داده است. سلفی‌ها با مخالفت شدید با مدرنیسم، بدون توجه به اقتضائات زمان و با توجه به تعالیم منابع سلفی، مخالف سرسخت اختلاط زنان با مردان بوده‌اند. از نگاه سلفیان، هرگونه اختلاط زنان با مردان ممنوع است و بر همین اساس هرگونه مشارکت سیاسی، زیارت قبور و حتی رانندگی برای زنان ممنوع و غیرشرعی عنوان شده‌بود. با این وجود جریان سلفیان درباری که همان قرائت رسمی علمای وهابی است، با توجه به اینکه از دو عقیده «تقدم امر سیاسی بر امر دینی» و «مصلحت‌اندیشی» پیروی می‌کنند، و با توجه به اصلاحات شاهزاده محمد بن سلمان در عربستان سعودی — کانون وهابیت جهان — باعث عقب‌نشینی علمای وهابیت از عقیده‌های پیشین خود حمایت از جایگاه زنان در اصلاحات سکولاریسم عربستان شده است. اصلاحات بن سلمان آزادی‌های اجتماعی بسیاری را به زنان داد که با مخالفت‌های علمای سلفی مواجه شد. در برابر جریان سلفیان سنتی، جریان نوپایی با عنوان سلفیان اصلاحی شکل گرفت که اخوان‌المسلمین یکی از آنها بود. این جریان نگاهی اصلاحی و تعدیل‌شده نسبت به نگاه سلفیان سنتی داشت و نسبت به مشارکت اجتماعی زنان دیدگاه‌های آزادانه‌تری ارائه می‌کرد. رویکردهای جدیدی چون ترجیح تک‌همسری، برابری زن و مرد در ارزش‌ها، جواز حضور زنان در اجتماعات و نقد سنت‌های ایستای گذشته از نوآوری‌های این جریان بود. در کنار این دو جریان، جریان سوم، سلفی‌های جهادی بودند که شامل طالبان، داعش، القاعده، بوکو حرام و… می‌شود. این جریان نگاهی متکثر نسبت به زنان دارد و بیشتر بر مبنای نظرات سید قطب دیدگاه‌شان را شکل داده‌اند. جریان سلفیان جهادی، به عنوان یک جریان اعتراضی یاد می‌شود که نسبت به بسیاری از ارزش‌های جوامع مسلمان از جمله حقوق زنان معترض بوده و به همین جهت شکل گرفته است.

#### فمینیسم مسلمانان و فمینیسم اسلامی

نماد فمینیسم اسلامی

تفکر فمینیسم در جهان اسلام، به دو صورت ظهور کرد. نوع اول آن در قرن نزدهم شکل گرفت و بر اساس آن، زنان مسلمان طی افزایش تحصیلات و بالارفتن سطح آگاهی و با بالارفتن سرح ارتباط‌های اجتماعی و ارتباط بیشتر با جامعه؛ با الهام از مفاهیم فمینیسیم غربی، و استفاده از برداشت‌های رایج و سنتی از قرآن، به دنبال تغییر اوضاع اجتماعی بودند. این گروه در متن جریانات اصلاح طلب اسلامی شکل و گسترش یافتند و به نام فمینیسم مسلمان شناخته می‌شدند. نوع دوم فمینیسم اسلامی نام داشت و در اواخر قرن بیستم شکل گرفت. این گروه از زنان مسلمان که به فمینیست‌های هرمنوتیک نیز شهره شدند، سعی در اثبات برابری جنسیتی از قرآن بودند. فمینیسم اسلامی از زمان پیدایش خود برای اثبات مدعاهایشان، از منابع اسلامی استفاده می‌کردند. یکی از جنبه‌های ابتکاری این جریان، ارجاع دادن زنان مسلمان که عموماً آموزش دینی به صورت رسمی ندیده بودند را به متن قرآن و نه تفاسیر نگاشته شده توسط مردان با روحیه مردسالارانه سوق می‌داد. به عقیده این گروه، برابری و عدالت درون یک نظام مردسالارانه هرگز محقق نمی‌شود و از همین رو با مردسالاری در اسلام مبارزه می‌کنند. این گروه معتقدند آیات زیادی از قرآن برابری زن و مرد را تأیید می‌کنند و تفسیرهای حاوی مفهوم برتری مذکر را انعکاس دهنده فرهنگ مردسالارانه پیش از قرآن و ترکیب فقه کلاسیک با مفاهیم و رفتارهای مردسالارانه آن زمان می‌دانند. روش‌شناسی پایه فمینیسم اسلامی شامل روش‌های کلاسیک اجتهاد — بررسی استقلال منابع دینی — و تفسیر است و علاوه بر این دو روش، روش‌های تحلیل زبان‌شناختی، تحلیل ادبی، جامعه‌شناختی، روان شناختی و… نیز به کار گرفته می‌شوند. این دیدگاه نسبت به تفاسیر، با انتقادهایی از جانب متفکرانی چون ممتازعلی و سید قطب روبرو شد. این منتقدان بر این باور بودند که تفسیر قرآن نیازمند درجه‌ای از علم و آگاهی در موضوع تفسیر، لغت عرب و کلام است. از دیگر انتقادها به این جریان، اشتباه در استعمال واژه تساوی به جای تشابه و همین‌طور خلط بین دو معنای برابری و همانندی است. این جریان در بیشتر جوامع اسلامی فعال است و معمولاً توسط زنان دانشگاهی و فعالان حقوق زنان هدایت می‌شود. آمنه ودود، رفعت حسن، فاطمه نسیف که در حوزه قرآن فعال هستند؛ عزیز ال هیبن و سردار علی که به بازخوانی قرآن و شریعت مشغول هستند؛ و هدایت توکسال و فاطمه مرنیسی، که در زمینه خوانش مجدد حدیث فعال هستند، از جمله زنان کنشگر فمینیست اسلامی به حساب می‌آیند.

#### جنبش‌های اجتماعی
در اوایل قرن نوزدهم میلادی، با تأثیر اندیشه‌های غرب جدید بر جوامع مسلمان، شکل‌گیری مباحث تازه‌ای دربارهٔ وضع زنان در جوامع اسلامی صورت گرفت. بر این اساس، با توجه به استعمار کشورهای اسلامی و جریان روشنفکری در این کشورها، موقعیت زنان مسلمان مورد انتقادهایی قرار گرفت و تلاش شد تا علاوه بر تعریفی جدید از مناسبات اجتماعی زنان و مردان، مسئله زنان نمادی برای موفقیت حکومت‌ها در سیاست اصلاح و نوسازی شود. همین امور سبب شد تا طرح مسائلی چون چگونگی تعامل شریعت اسلام با زنان، تأثیر این احکام در منزوی کردن زن مسلمان، ضرورت مشارکت دادن زنان در فرایند توسعه و ترقی جامعه و حقوق زنان مسلمان از مباحث مهم و مناقشات اصلی در جوامع اسلامی گردد. این مسئله در ایران، در دوره قاجار آغاز شد و پس از مشروطیت اوج گرفت و به مباحثی چون لزوم آموزش زنان، ارتقای حقوق مدنی، و در نهایت ورود زنان به مناسبات اجتماعی، اقتصادی و سیاسی منجر شد. پس از آن در دوره پهلوی اول، اقدامات دیگری در این زمینه همچون تسهیل تحصیل بانوان و تدوین و تصویب قانون ازدواج که به مسائلی چون سن ازدواج و لزوم ثبت ازدواج صورت گرفت. در اوایل قرن بیستم میلادی، شماری از متفکران نواندیش مسلمان، نیاز جامعه را در بازسازی چهره اسلام دیدند. ظهور ناسیونالیسم نیز به این اقدام سرعت بخشید و پاسخگویی به غرب منتقد نیز اهمیت آن را دوچندان کرد. از همین رو بسیاری از اصطلاح‌طلبان لیبرال مسلمان دریافتند که تغییر باید از درون خانواده‌های اسلامی آغاز شود؛ بنابراین آنها به شدت با افزایش تحصیلات زنان و لغو تعدد زوجات گام‌هایی را برای این هدف، برداشتند. این کوشش‌ها به اصلاح قانون طلاق و در پی آن کاهش آمار طلاق در مناطق مسلمان، لغو تعدد زوجات در منطقه خاورمیانه، جلب مشورت دختر در ضمن اذن پدر برای ازدواج، ایجاد فرصت‌های تحصیلی بیشتر برای بانوان، ایجاد زمینه برای کنترل موالید و لغو محدودیت‌های حجاب در کشورهای مسلمان انجامید.

## مسائل پزشکی
| قانونی در صورت درخواست                                  |                                                                                                |
|                                                         | بدون محدودیت                                                                                   |
|                                                         | محدودیت بارداری بعد از ۱۷ هفته اول                                                             |
|                                                         | محدودیت بارداری قبل ۱۷ هفته اول                                                                |
|                                                         | محدودیت‌های نامشخص                                                                              |
| از نظر قانونی محدود به موارد زیر است:                   |                                                                                                |
|                                                         | خطر برای زندگی مادر، برای سلامتی او *، تجاوز جنسی *، اختلال جنین *، یا عوامل اجتماعی و اقتصادی |
|                                                         | خطری برای زندگی مادر، برای سلامتی او *، تجاوز جنسی، یا اختلال در جنین                          |
|                                                         | خطر برای زندگی مادر، برای سلامت او *، یا آسیب جنین                                             |
|                                                         | خطر جانی برای مادر *، سلامت *، یا تجاوز جنسی                                                   |
|                                                         | خطری برای زندگی یا سلامتی مادر                                                                 |
|                                                         | خطری برای زندگی مادر                                                                           |
|                                                         | غیر قانونی بدون استثنا                                                                         |
|                                                         | بدون اطلاعات                                                                                   |
| * برای برخی از کشورها یا مناطق در آن دسته اعمال نمی شود |                                                                                                |

### سقط جنین
به گزارش حاطوت — از پزشکان لبنانی — عده‌ای از دانشمندان پیشین برای جنین، دو مرحله پیش از دمیده‌شدن روح و پیش از آن را معتقد بوده‌اند و مرز این دو مرحله را چهارماهگی می‌دانستند و پایه این امر نیز حرکت جنین از چهارماهگی در شکم مادر است. با این حساب، سقط جنین نیز در نظر دانشمندان با نظرات مختلفی مواجه شده است. ممنوعیت سقط جنین پس از چهارماهگی، ممنوعیت سقط جنین در همه موارد یا جواز سقط جنین در همه موارد، سه دیدگاه اصلی در این زمینه است. رسم سقط جنین تا پیش از ظهور اسلام رواج داشت و با نام «وئاد» شناخته می‌شد. پس از ظهور اسلام، سقط جنین به‌طور کلی ممنوع و مجازات‌های سنگین دنیوی و اخروی برای آن وضع شد. مجازات‌هایی که برای سقط جنین در اسلام وضع شده است، پرداخت یک دهم دیه برای جنین زیر چهارماه و دیه کامل بعد از ماه چهارم از جرایم نقدی این عمل در اسلام است. بر اساس اعتقاد مذاهبی چون شافعی‌ها و حنفی‌ها، دفع هر بافتی که توسط متخصصان، محصولی از محصولات لقاح باشد، در حکم سقط جنین تصور می‌شود. البته در این موارد استثنائاتی نیز لحاظ می‌شود. در مسیحیت نیز این اقدام با عنوان اجبار غیرمنصفانه گزارش شده است. بر اساس قوانین حقوقی ایران، مصوب ۱۳۸۴ سقط درمانی با تشخیص سه متخصص و تأیید پزشکی قانونی برای مواردی که جنین معلول یا حضور او برای مادر تهدید جانی باشد، مجاز شمرده شده است. با این وجود فقهای اسلامی در این مورد نیز اختلاف نظر داشته و بین ممنوعیت کامل سقط جنین حتی جنین معلول تا جواز سقط جنین قبل از چهارماهگی به شرط معلولیت و عسر و حرج مادر، فتوا داده‌اند.

### عقیم‌سازی
جلوگیری از بارداری از حقوقی تلقی می‌شود که زن و مرد از آن بهره‌مند هستند و هرکدام می‌توانند با استفاده از دارو یا لوازم ضدبارداری، نسبت به آن اقدام نمایند. یکی از راه‌های جلوگیری از بارداری، عقیم‌سازی است. در این خصوص بین فقهای اسلامی اختلاف‌هایی گزارش شده است. در این میان، فتوا به حرمت کامل عقیم‌سازی به جهت اضرار به نفس وجود دارد. در مقابل فتوای دیگری که اضرار به نفس را در صورت وجود یک انگیزه عقلایی جایز شمرده است قرار گرفته است. بر این اساس برخی فقهای اسلامی به جواز عقیم‌سازی با وجود مصالحی، رای داده‌اند. در قوانین حقوقی ایران نیز ممنوعیتی برای عقیم‌سازی وجود ندارد و این اقدام در مواردی به صورت رایگان صورت می‌گیرد.

### ختنه زنان
قرآن دربارهٔ ختنه اعم از زنان و مردان صحبتی نمی‌کند و در منابع روایی اسلامی، سخنان در رد یا کراهت این ختنه برای زنان، سخنانی به میان آمده است. در این میان روایتی از محمد گزارش شده است که به این کار توصیه شده است و از اجبار در آن نهی شده است؛ اما این روایت توسط منابع سنی مورد انتقادهایی در تأیید و اثبات قرار گرفته است. با این وجود منابع اسلامی در حکم آن دچار اختلاف هستند. در میان مذاهب اهل سنت، حنبلی‌ها ختنه زنان به شدت مکروه قلمداد شده است و از شیعیان، تنها در میان شیعیان مستعلوی این ختنه مرسوم است. بر اساس روایتی از ابن بابویه در منابع روایی شیعه، از علی بن ابی‌طالب گزارش شده است که ختنه زنان واجب نیست. از همین رو با توجه به شرایط فرهنگی شیعیان عراق و ایران، این رسم در بین شیعیان مرسوم نیست. این رسم در کشورهای آفریقایی مسلمان شیوع بیشتری دارد و در کشورهای مصر، سودان و مالزی گزارش شده است. ختنه دختران که در منابع فقهی با اصطلاح «خفض» شناخته می‌شود، به معنای بریدن پوست تاج مانند قسمت بالایی مجاری ادراری زنان است. البته ختنه به صورت‌های دیگری نیز بر روی زنان اجرا می‌شود. بنابر گزارش دایرة المعارف بزرگ اسلامی، این عمل در واقع ارتباطی به دین اسلام ندارد. محمد غزالی، از دانشمندان سنی معاصر در مصر، در اینباره معتقد است که ختنه زنان یک عمل شیطانی است و محمد هیچ‌کدام از دخترانش را ختنه نکرده است. این رسم در میان فرقه‌هایی که ختنه را واجب می‌دانند همچون شافعی‌ها، رواج چندانی ندارد و تنها شافعی مذهبان مصر و یمن به این امر اعتنا می‌کنند. بر اساس روایتی از محمد که به ام عطیه در خصوص ختنه زنان سفارش‌هایی می‌کند، شماری از فقیهان عمل ختنه دختران را کرامت و فضیلتی برای آنان برشمرده‌اند و در مقابل گروهی با استناد به روایاتی دیگر، این عمل را خلاف شریعت اسلام دانسته‌اند. در مجموع، چهار فرقه اهل سنت، تنها شافعی‌ها «خفض» را واجب و الباقی آن را نیکو شمرده‌اند. به اعتقاد نور قسّام‌علی، از اسلام به صورت متناقضانه‌ای هم برای توجیه و هم برای محکوم کردن این عمل استفاده شده است. بر اساس داده‌های موجود، این رسم، به عنوان رسمی محلی که پیشینه‌ای قبل از اسلام داشته است، با ورود اسلام به مناطق مختلف، توسط فقیهان با توجیهاتی مواجه شد و به مرور زمان به سنتی اسلامی درآمد. از همین رو شماری از فقیهان مسلمان این رسم را سنتی اسلامی دانسته و به آن توصیه کرده‌اند. به گزارش دانشنامه جهان اسلام، این عمل بار روانی و جسمی وخیمی بر زنان داشته است و از لحاظ بهداشتی و پزشکی، دارای عوارض منفی است.

## هنر و ادبیات اسلامی

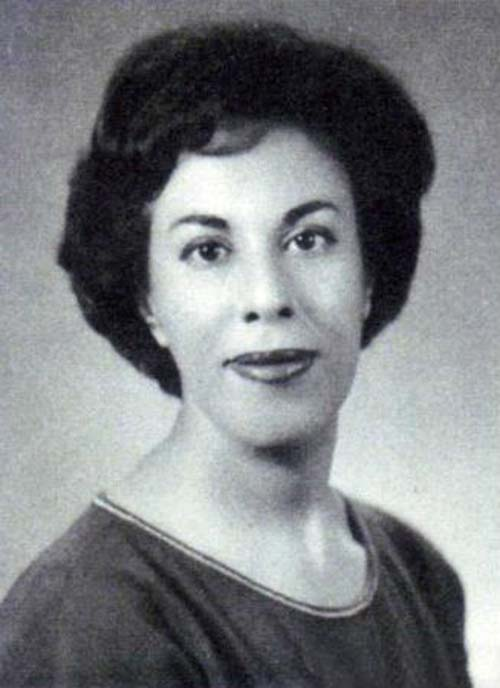
سیمین دانشور، از زنان شاعر مسلمان در دوره معاصر ایران

از مسائل مورد توجه هنرمندان مسلمان، به تصویر کشیدن شخصیت‌های قرآنی است. در این خصوص، تصاویری که از زنانی در قرآن مورد اشاره قرار گرفته‌اند، مورد بررسی‌هایی قرار گرفته است. در تصاویری که از حوا به ثبت رسیده است، او را زنی وسوسه‌کننده به تصویر کشیده‌اند. از دیگر موارد مورد توجه در هنر اسلامی، به تصویر کشیدن زلیخا بوده است. اولین پیکرنگاری‌ها از زنان در عصر هنر اسلامی، به اوایل قرن دوم هجری بر می‌گردد. این پیکرنگاری‌ها در کاخ‌های خلفا برای تزئین صورت می‌گرفت و بیشتر در شام و عراق مرسوم بود. زنان در این نقاشی‌ها بیشتر به شکل رقصنده، نوازنده یا ساقی نقاشی می‌شدند. با وجود اینکه این آثار در دوره اسلامی به تصویر کشیده شده‌اند، اما کمتر از روح و معنویت اسلامی در آن دیده می‌شود؛ بنابراین، آثار به جا مانده از سده‌های اول اسلامی، به جهت در خدمت حاکمیت بودن هنر و عدم التزام عمیق حاکمان به شریعت اسلام، زنان تصویرنگاری شده بیشتر در حرمسراها و مجالس لهو بوده‌اند. با گذشت زمان و فراگیری فرهنگ اسلامی در میان عموم مردم، تصاویر زنان به صورت اسطوره‌ای و نمادین با بیانی پاک و قابل احترام نگارگری شده‌اند. در حوزه هنر، یکی از تحریف‌های صورت گرفته، نقاشی زنان سرتاپا پوشیده مسلمان در انظار عمومی و زنانی کاملاً برهنه در خلوت‌گاه‌ها و حرمسراها بوده است که بیشتر در دوران محدودیت‌های ویکتوریا به تصویر کشیده شده‌اند و تصویر اشتباهی از زن مسلمان به غرب منتقل می‌کردند.
شور و عشق یوسف و زلیخا در ادبیات عرفانی اسلامی توسعه بسیاری یافته است. دراین خصوص تفاسیر عرفانی، زلیخا را نمادی برای عالم سفلی و ماده در نظر گرفته است و در مقابل، یوسف را، شخصی توصیف می‌کنند که در جستجوی عرفان است. در این میان، گروهی از نویسندگان عرفانی، زلیخا را بابت گناه‌کار جلوه کردن یوسف شماتت کرده‌اند و گروهی دیگر، عشق زلیخا به یوسف را تمجید می‌کردند. در این میان عشق زمینی، به عشق آسمانی بنده نسبت به خدا نیز تفسیر شده است. شاعران عرفانی نیز روح زن را تحریک‌کننده به شر توصیف کرده‌اند.

## برای مطالعهٔ بیشتر
- هاشمی شاهرودی، محمود (۱۳۸۷). «اختلاف‌های فقهی بین زن و مرد در احکام شرعی». فرهنگ فقه مطابق مذهب اهل بیت علیهم‌السّلام. قم: دایرةالمعارف فقه اسلامی.
- باقری فرد، سعیده (۱۳۸۸). حقوق زنان؛ برابری یا نابرابری پاسخ به شبهات مسائل زنان. قم: دفتر نشر معارف.